# HC Slavia Praha 2015/2016

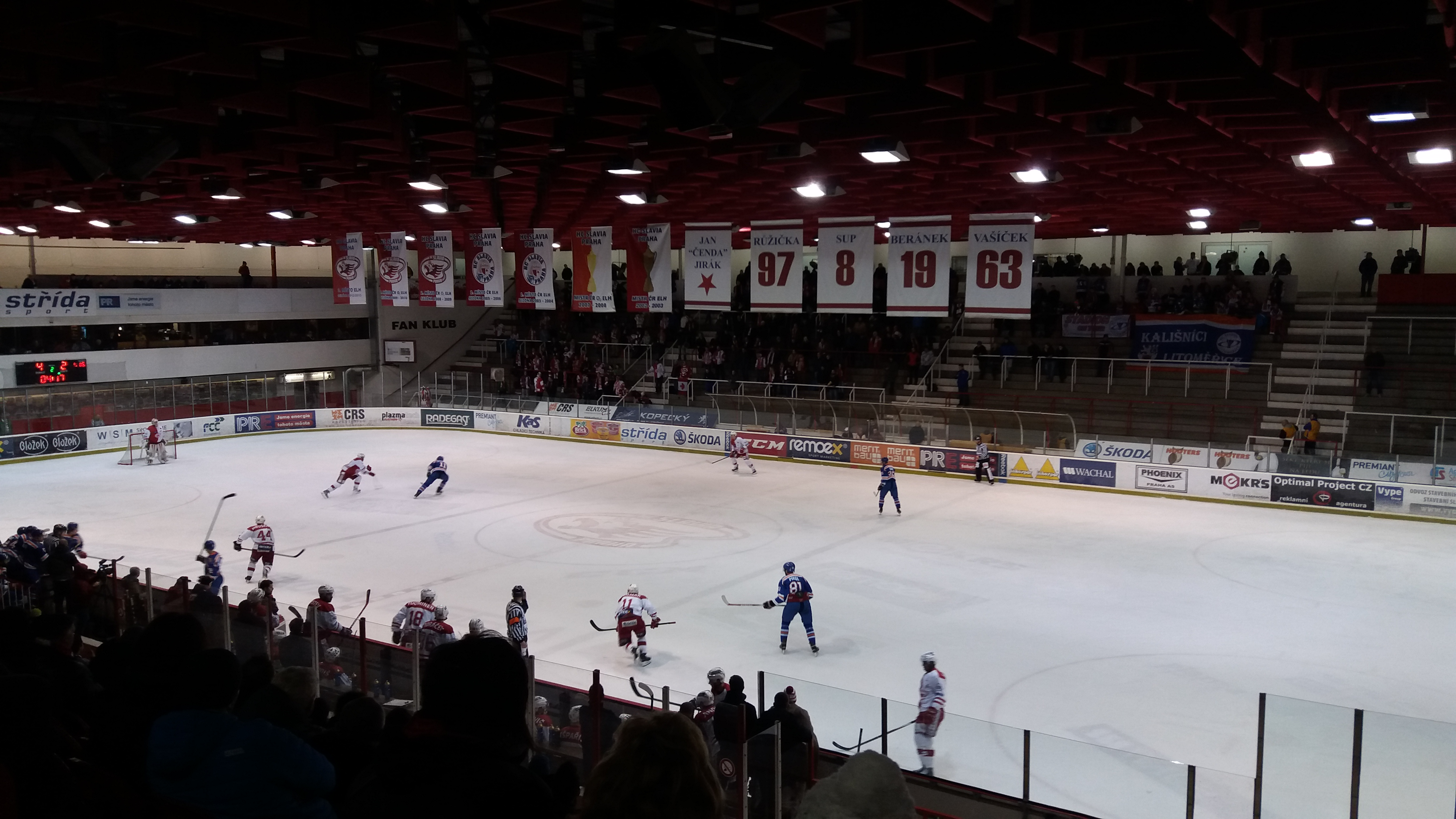
Momentka ze zápasu Slavia–Litoměřice

HC Slavia Praha 2015/2016 popisuje působení hokejového klubu HC Slavia Praha ve druhé nejvyšší české soutěži v sezóně 2015/2016, která se ten rok jmenovala „WSM Liga“. Před sezónou klub sestoupil z nejvyšší soutěže. Následně ustanovil sportovního manažera, jímž se od 1. května 2015 stal Luděk Bukač mladší, a ten pak vybral nového trenéra mužstva, a to Pavla Hynka, který si za svého asistenta zvolil Milana Razýma.

## Příprava

### Před sezónou
| 4. srpna 2015 18.00                                                   | HC Dukla Jihlava                                                      | 4 : 3 SN (3:0, 0:3, 0:0 – 0:0 – 1:0) | HC Slavia Praha                                                 | Horácký zimní stadion Jihlava Návštěvnost: 748 |  |
| David Honzík                                                          | David Honzík                                                          | Brankáři                             | Alexandr Hylák                                                  | Rozhodčí: Kotlík Čároví: Guth Rittich          |  |
| Jakub Flek 01:33' Josef Skořepa 13:44' Jiří Severa 15:11' Marek Prokš | Jakub Flek 01:33' Josef Skořepa 13:44' Jiří Severa 15:11' Marek Prokš | 1:0 2:0 3:0 3:1 3:2 3:3 SN           | 22:03' Tomáš Doležal 28:58' Petr Punčochář 38:05' Tomáš Jiránek | Rozhodčí: Kotlík Čároví: Guth Rittich          |  |
| 8 min                                                                 | 8 min                                                                 | Tresty                               | 14 min                                                          | Rozhodčí: Kotlík Čároví: Guth Rittich          |  |

| 6. srpna 2015 18.00                                                                                          | HC Slavia Praha                                                                                              | 5 : 2 (1:1, 2:1, 2:0)       | HC Energie Karlovy Vary                      | Zimní stadion Eden Návštěvnost: 452       |  |
| Alexandr Hylák                                                                                               | Alexandr Hylák                                                                                               | Brankáři                    | Vladislav Habal                              | Rozhodčí: P. Würtherle Čároví: Frodl Špůr |  |
| Tomáš Jiránek 04:03' Nathan Robinson 24:19' Jaroslav Markovič 36:25' Jiří Doležal 48:52' Jiří Doležal 58:13' | Tomáš Jiránek 04:03' Nathan Robinson 24:19' Jaroslav Markovič 36:25' Jiří Doležal 48:52' Jiří Doležal 58:13' | 1:0 1:1 2:1 2:2 3:2 4:2 5:2 | 12:02' Matěj Zadražil 31:07' Michal Vachovec | Rozhodčí: P. Würtherle Čároví: Frodl Špůr |  |
| 12 min | 12 min | Tresty                      | 8 min                                        | Rozhodčí: P. Würtherle Čároví: Frodl Špůr |  |
| 29 | 29 | Střely                      | 35                                           | Rozhodčí: P. Würtherle Čároví: Frodl Špůr |  |

| 11. srpna 2015 18.00     | HC Slavia Praha          | 1 : 3 (0:0, 1:1, 0:2) | HC Benátky nad Jizerou                                       | Zimní stadion Eden Návštěvnost: 468 |  |
| Dominik Frodl            | Dominik Frodl            | Brankáři              | Marek Schwarz                                                |                                     |  |
| Jaroslav Markovič 37:41' | Jaroslav Markovič 37:41' | 0:1 1:1 1:2 1:3       | 24:42' Jan Plodek 40:18' Adam Dlouhý 46:59' Ladislav Bittner |                                     |  |
| 12 min                   | 12 min                   | Tresty                | 8 min                                                        |                                     |  |

| 13. srpna 2015 18.00                                                                                        | HC Energie Karlovy Vary                                                                                     | 5 : 3 (1:0, 3:2, 1:1)           | HC Slavia Praha                                              | Zimní stadion Karlovy Vary Návštěvnost: 1159                                 |  |
| Tomáš Závorka                                                                                               | Tomáš Závorka                                                                                               | Brankáři                        | Alexandr Hylák                                               | Rozhodčí: Michal Kostourek Tomáš Zubzanda Čároví: Jan Schopf Ondřej Kokrment |  |
| Jaromír Kverka 15:11' Martin Bartek 20:25' Petr Koblasa 36:01' Tomáš Rachůnek 39:35' Vojtěch Tomeček 59:29' | Jaromír Kverka 15:11' Martin Bartek 20:25' Petr Koblasa 36:01' Tomáš Rachůnek 39:35' Vojtěch Tomeček 59:29' | 1:0 2:0 2:1 2:2 3:2 4:2 4:3 5:3 | 22:58' Tomáš Jiránek 26:32' Jiří Doležal 56:40' Jiří Doležal | Rozhodčí: Michal Kostourek Tomáš Zubzanda Čároví: Jan Schopf Ondřej Kokrment |  |
| 22 min | 22 min | Tresty                          | 24 min                                                       | Rozhodčí: Michal Kostourek Tomáš Zubzanda Čároví: Jan Schopf Ondřej Kokrment |  |

| 18. srpna 2015 18.00                                              | HC Slavia Praha                                                   | 3 : 4 SN (1:1, 1:1, 1:1 – 0:0 – 0:1) | HC Stadion Litoměřice                                                         | Zimní stadion Eden                           |  |
| Dominik Frodl                                                     | Dominik Frodl                                                     | Brankáři                             | Tomáš Král                                                                    | Rozhodčí: Battěk Nečas Čároví: Marek Klouček |  |
| Nathan Robinson 01:54' Miloslav Čermák 24:36' Tomáš Andres 46:35' | Nathan Robinson 01:54' Miloslav Čermák 24:36' Tomáš Andres 46:35' | 1:0 1:1 2:1 2:2 3:2 3:3 SN           | 16:52' Šimon Antončík 37:43' Pavel Zajan 51:48' Jaroslav Kalla Zdeněk Doležal | Rozhodčí: Battěk Nečas Čároví: Marek Klouček |  |
| 14 min                                                            | 14 min                                                            | Tresty                               | 16 min                                                                        | Rozhodčí: Battěk Nečas Čároví: Marek Klouček |  |

| 20. srpna 2015 15.00 | Junosť Minsk | 8 : 1 (3:0, 0:1, 5:0)               | HC Slavia Praha  | Zimní stadion města Poprad                                 |  |
| Daniel Wälitalo | Daniel Wälitalo | Brankáři                            | Alexandr Hylák   | Rozhodčí: Tomáš Orolin Čároví: Roman Bednár Adam Štofančík |  |
| Alexander Ryadinsky 12:07' Viktor Turkin 14:37' Andrei Mikhnov 16:41' Igor Kovalenya 42:13' Alexej Jefimenko 44:23' Jakub Černý 46:46' Alexej Jefimenko 50:28' Jakub Černý 57:10' | Alexander Ryadinsky 12:07' Viktor Turkin 14:37' Andrei Mikhnov 16:41' Igor Kovalenya 42:13' Alexej Jefimenko 44:23' Jakub Černý 46:46' Alexej Jefimenko 50:28' Jakub Černý 57:10' | 1:0 2:0 3:0 3:1 4:1 5:1 6:1 7:1 8:1 | 21:48' János Vas | Rozhodčí: Tomáš Orolin Čároví: Roman Bednár Adam Štofančík |  |
| 14 min | 14 min | Tresty                              | 20 min           | Rozhodčí: Tomáš Orolin Čároví: Roman Bednár Adam Štofančík |  |

| 21. srpna 2015 18.00                                       | HK Poprad                                                  | 3 : 7 (1:2, 0:1, 2:4)                   | HC Slavia Praha | Zimní stadion města Poprad Návštěvnost: 1050               |  |
| Juraj Sedlačko                                             | Juraj Sedlačko                                             | Brankáři                                | Alexandr Hylák | Rozhodčí: Tomáš Orolin Čároví: Roman Bednár Adam Štofančík |  |
| Richard Rapáč 07:34' Peter Gápa 47:57' Matej Síkela 55:45' | Richard Rapáč 07:34' Peter Gápa 47:57' Matej Síkela 55:45' | 0:1 1:1 1:2 1:3 1:4 1:5 2:5 2:6 2:7 3:7 | 00:20' János Vas 18:19' Tomáš Jiránek 29:36' Jakub Jedlička 46:01' Jan Veselý 46:31' Nathan Robinson 54:42' Pavel Kolařík 54:55' Václav Tomek | Rozhodčí: Tomáš Orolin Čároví: Roman Bednár Adam Štofančík |  |
| 8 min                                                      | 8 min                                                      | Tresty                                  | 10 min | Rozhodčí: Tomáš Orolin Čároví: Roman Bednár Adam Štofančík |  |

| 22. srpna 2015 15.00 | HC Slavia Praha     | 1 : 2 (0:0, 0:1, 1:1) | Graz 99ers                                | Zimní stadion města Poprad                                    |  |
| Dominik Frodl        | Dominik Frodl       | Brankáři              | Thomas Höneckl                            | Rozhodčí: Vladimír Snášel Čároví: Roman Bednár Adam Štofančík |  |
| Milan Hruška 43:25'  | Milan Hruška 43:25' | 0:1 1:1 1:2           | 23:21' Daniel Woger 46:31' Morten Poulsen | Rozhodčí: Vladimír Snášel Čároví: Roman Bednár Adam Štofančík |  |
| 8 min                | 8 min               | Tresty                | 12 min                                    | Rozhodčí: Vladimír Snášel Čároví: Roman Bednár Adam Štofančík |  |

| 1. září 2015 18.30                                                                                 | HC Sparta Praha                                                                                    | 5 : 1 (2:1, 2:0, 1:0)   | HC Slavia Praha        | Tipsport arena Návštěvnost: 5523                                   |  |
| Jan Lukáš                                                                                          | Jan Lukáš                                                                                          | Brankáři                | Alexandr Hylák         | Rozhodčí: Arnošt Nečas Tomáš Battěk Čároví: Jakub Frodl Josef Špůr |  |
| Tomáš Netík 04:47' Robert Sabolič 17:46' Tomáš Netík 21:20' Juraj Mikuš 32:32' Martin Réway 59:28' | Tomáš Netík 04:47' Robert Sabolič 17:46' Tomáš Netík 21:20' Juraj Mikuš 32:32' Martin Réway 59:28' | 1:0 1:1 2:1 3:1 4:1 5:1 | 13:16' Nathan Robinson | Rozhodčí: Arnošt Nečas Tomáš Battěk Čároví: Jakub Frodl Josef Špůr |  |
| 14 min                                                                                             | 14 min                                                                                             | Tresty                  | 12 min                 | Rozhodčí: Arnošt Nečas Tomáš Battěk Čároví: Jakub Frodl Josef Špůr |  |

| 3. září 2015 18.00 | HC Slavia Praha | 5 : 2 (0:1, 2:1, 3:0)       | HC Slovan Ústí nad Labem              | Zimní stadion Eden Návštěvnost: 320                             |  |
| Alexandr Hylák | Alexandr Hylák | Brankáři                    | Martin Růžička                        | Rozhodčí: Miroslav Jebavý Čároví: Jiří Svoboda Zuzana Svobodová |  |
| Tomáš Doležal (lední hokejista) 28:07' Jaroslav Markovič 31:34' János Vas 45:54' Jaroslav Markovič 53:48' Peter Hraško 59:48' | Tomáš Doležal (lední hokejista) 28:07' Jaroslav Markovič 31:34' János Vas 45:54' Jaroslav Markovič 53:48' Peter Hraško 59:48' | 0:1 0:2 1:2 2:2 3:2 4:2 5:2 | 02:06' Ondřej Kopta 27:21' David Tůma | Rozhodčí: Miroslav Jebavý Čároví: Jiří Svoboda Zuzana Svobodová |  |
| 14 min | 14 min | Tresty                      | 8 min                                 | Rozhodčí: Miroslav Jebavý Čároví: Jiří Svoboda Zuzana Svobodová |  |
| 28 | 28 | Střely                      | 22                                    | Rozhodčí: Miroslav Jebavý Čároví: Jiří Svoboda Zuzana Svobodová |  |

### Před play-off
| 24. února 2016 10.30                                                                 | HC Slavia Praha                                                                      | 4 : 1 (1:0, 1:1, 2:0) | HC Klatovy      | Zimní stadion Eden |  |
| Alexandr Hylák Dominik Frodl Tomáš Král                                              | Alexandr Hylák Dominik Frodl Tomáš Král                                              | Brankáři              | Patrik Polívka  |                    |  |
| Antonín Růžička 09:29' János Vas 20:50' David Šafránek 41:25' Nathan Robinson 52:50' | Antonín Růžička 09:29' János Vas 20:50' David Šafránek 41:25' Nathan Robinson 52:50' | 1:0 2:0 2:1 3:1 4:1   | 38:19' Jan Holý |                    |  |
| 6 min                                                                                | 6 min                                                                                | Tresty                | 4 min           |                    |  |

## WSM Liga

### Základní část
| 9. září 2015 18.00                                     | Rytíři Kladno                                          | 3 : 2 SN (0:1, 2:1, 0:0 – 0:0 – 1:0) | HC Slavia Praha                           | ČEZ stadion Kladno Návštěvnost: 3567                    |  |
| Lukáš Mensator                                         | Lukáš Mensator                                         | Brankáři                             | Alexandr Hylák                            | Rozhodčí: Radek Wagner Čároví: Aleš Hejl Lukáš Podrazil |  |
| David Stach 21:20' Václav Skuhravý 25:43' Jan Rudovský | David Stach 21:20' Václav Skuhravý 25:43' Jan Rudovský | 0:1 1:1 2:1 2:2 SN                   | 04:49' Lukáš Jurík 33:03' Miloslav Čermák | Rozhodčí: Radek Wagner Čároví: Aleš Hejl Lukáš Podrazil |  |
| 12 min                                                 | 12 min                                                 | Tresty                               | 18 min                                    | Rozhodčí: Radek Wagner Čároví: Aleš Hejl Lukáš Podrazil |  |
| 41                                                     | 41                                                     | Střely                               | 27                                        | Rozhodčí: Radek Wagner Čároví: Aleš Hejl Lukáš Podrazil |  |

| 12. září 2015 17.30                  | HC Slavia Praha                      | 2 : 0 (0:0, 2:0, 0:0) | HC Benátky nad Jizerou | Zimní stadion Eden Návštěvnost: 1140                       |  |
| Alexandr Hylák                       | Alexandr Hylák                       | Brankáři              | Jan Lukáš              | Rozhodčí: Jakub Smitka Čároví: Petr Maštalíř Tomáš Svoboda |  |
| Milan Hruška 20:17' János Vas 35:03' | Milan Hruška 20:17' János Vas 35:03' | 1:0 2:0               |                        | Rozhodčí: Jakub Smitka Čároví: Petr Maštalíř Tomáš Svoboda |  |
| 12 min                               | 12 min                               | Tresty                | 6 min                  | Rozhodčí: Jakub Smitka Čároví: Petr Maštalíř Tomáš Svoboda |  |
| 27                                   | 27                                   | Střely                | 19                     | Rozhodčí: Jakub Smitka Čároví: Petr Maštalíř Tomáš Svoboda |  |

| 14. září 2015 18.00                              | LHK Jestřábi Prostějov                           | 2 : 3 SN (1:1, 0:0, 1:1 – 0:0 – 0:1) | HC Slavia Praha                                              | Zimní stadion Prostějov Návštěvnost: 3450                |  |
| Luboš Horčička                                   | Luboš Horčička                                   | Brankáři                             | Alexandr Hylák Dominik Frodl                                 | Rozhodčí: Václav Šutara Čároví: Tomáš Měkýš Daniel Reich |  |
| René Kajaba 19:41' Michal Dragoun 58:44' (t. s.) | René Kajaba 19:41' Michal Dragoun 58:44' (t. s.) | 0:1 1:1 1:2 2:2 SN                   | 00:39' Milan Hruška 55:43' Jaroslav Markovič Miloslav Čermák | Rozhodčí: Václav Šutara Čároví: Tomáš Měkýš Daniel Reich |  |
| 35 min                                           | 35 min                                           | Tresty                               | 22 min                                                       | Rozhodčí: Václav Šutara Čároví: Tomáš Měkýš Daniel Reich |  |
| 42                                               | 42                                               | Střely                               | 37                                                           | Rozhodčí: Václav Šutara Čároví: Tomáš Měkýš Daniel Reich |  |

| 16. září 2015 17.30                                                            | ČEZ Motor České Budějovice                                                     | 4 : 1 (1:0, 3:1, 0:0) | HC Slavia Praha          | Budvar aréna Návštěvnost: 6224                                  |  |
| Ondřej Bláha                                                                   | Ondřej Bláha                                                                   | Brankáři              | Alexandr Hylák           | Rozhodčí: Miroslav Petružálek Čároví: Jiří Rozlílek Ondřej Malý |  |
| Tomáš Nouza 11:11' Dušan Žovinec 24:13' Rok Pajič 28:59' David Kuchejda 31:56' | Tomáš Nouza 11:11' Dušan Žovinec 24:13' Rok Pajič 28:59' David Kuchejda 31:56' | 1:0 2:0 3:0 3:1 4:1   | 30:49' Jaroslav Markovič | Rozhodčí: Miroslav Petružálek Čároví: Jiří Rozlílek Ondřej Malý |  |
| 6 min                                                                          | 6 min                                                                          | Tresty                | 18 min                   | Rozhodčí: Miroslav Petružálek Čároví: Jiří Rozlílek Ondřej Malý |  |
| 42                                                                             | 42                                                                             | Střely                | 14                       | Rozhodčí: Miroslav Petružálek Čároví: Jiří Rozlílek Ondřej Malý |  |

| 19. září 2015 17.30                                           | HC Slavia Praha                                               | 3 : 2 SN (0:0, 1:1, 1:1 – 0:0 – 1:0) | SK Trhači Kadaň                          | Zimní stadion Eden Návštěvnost: 1042                       |  |
| Alexandr Hylák                                                | Alexandr Hylák                                                | Brankáři                             | Jan Strmeň                               | Rozhodčí: Matěj Sýkora Čároví: Milan Svoboda David Štětina |  |
| Tomáš Micka 28:54' Jaroslav Markovič 45:51' Jaroslav Markovič | Tomáš Micka 28:54' Jaroslav Markovič 45:51' Jaroslav Markovič | 1:0 1:1 2:1 2:2 SN                   | 33:22' Nicolas Hlava 52:30' Jaroslav Kůs | Rozhodčí: Matěj Sýkora Čároví: Milan Svoboda David Štětina |  |
| 14 min                                                        | 14 min                                                        | Tresty                               | 28 min                                   | Rozhodčí: Matěj Sýkora Čároví: Milan Svoboda David Štětina |  |
| 50                                                            | 50                                                            | Střely                               | 27                                       | Rozhodčí: Matěj Sýkora Čároví: Milan Svoboda David Štětina |  |

| 23. září 2015 17.30         | SK Horácká Slavia Třebíč    | 1 : 7 (0:2, 0:1, 1:4)           | HC Slavia Praha | Zimní stadion města Třebíče - Mann+Hummel Arena Návštěvnost: 2140 |  |
| Karel Vejmelka Lukáš Klimeš | Karel Vejmelka Lukáš Klimeš | Brankáři                        | Alexandr Hylák | Rozhodčí: Petr Přikryl Čároví: Daniel Reich Roman Zídek           |  |
| Petr Polodna 57:19'         | Petr Polodna 57:19'         | 0:1 0:2 0:3 0:4 0:5 0:6 0:7 1:7 | 01:28' Lukáš Jurík 10:33' Miloslav Čermák 38:24' Miloslav Čermák 46:23' Lukáš Jurík 50:35' Peter Hraško 53:00' Václav Tomek 53:26' Petr Punčochář | Rozhodčí: Petr Přikryl Čároví: Daniel Reich Roman Zídek           |  |
| 31 min                      | 31 min                      | Tresty                          | 8 min | Rozhodčí: Petr Přikryl Čároví: Daniel Reich Roman Zídek           |  |
| 28                          | 28                          | Střely                          | 27 | Rozhodčí: Petr Přikryl Čároví: Daniel Reich Roman Zídek           |  |

| 26. září 2015 17.30 | HC Slavia Praha | 6 : 1 (1:0, 2:0, 3:1)       | HC Most                        | Zimní stadion Eden Návštěvnost: 1125                           |  |
| Alexandr Hylák | Alexandr Hylák | Brankáři                    | Michael Petrásek Václav Mouček | Rozhodčí: Tomáš Zubzanda Čároví: David Štětina Ondřej Kokrment |  |
| Miloslav Čermák 16:05' Jaroslav Markovič 28:20' Nathan Robinson 36:59' Tomáš Micka 42:12' Tomáš Andres 43:16' Jaroslav Markovič 50:39' | Miloslav Čermák 16:05' Jaroslav Markovič 28:20' Nathan Robinson 36:59' Tomáš Micka 42:12' Tomáš Andres 43:16' Jaroslav Markovič 50:39' | 1:0 2:0 3:0 3:1 4:1 5:1 6:1 | 40:43' Jan Alinč               | Rozhodčí: Tomáš Zubzanda Čároví: David Štětina Ondřej Kokrment |  |
| 20 min | 20 min | Tresty                      | 18 min                         | Rozhodčí: Tomáš Zubzanda Čároví: David Štětina Ondřej Kokrment |  |
| 43 | 43 | Střely                      | 19                             | Rozhodčí: Tomáš Zubzanda Čároví: David Štětina Ondřej Kokrment |  |

| 28. září 2015 17.30                      | HC Dukla Jihlava                         | 2 : 4 (1:1, 1:0, 0:3) | HC Slavia Praha                                                                          | Horácký zimní stadion Jihlava Návštěvnost: 2568                 |  |
| Jakub Škarek                             | Jakub Škarek                             | Brankáři              | Alexandr Hylák                                                                           | Rozhodčí: Petr Přikryl Čároví: Vladimír Rožánek Martin Konvička |  |
| Dávid Gríger 01:30' Josef Skořepa 33:57' | Dávid Gríger 01:30' Josef Skořepa 33:57' | 1:0 1:1 2:1 2:3 2:4   | 19:44' Miloslav Čermák 48:44' David Šafránek 49:23' Tomáš Jiránek 55:21' Zdeněk Bahenský | Rozhodčí: Petr Přikryl Čároví: Vladimír Rožánek Martin Konvička |  |
| 8 min                                    | 8 min                                    | Tresty                | 10 min                                                                                   | Rozhodčí: Petr Přikryl Čároví: Vladimír Rožánek Martin Konvička |  |
| 32                                       | 32                                       | Střely                | 35                                                                                       | Rozhodčí: Petr Přikryl Čároví: Vladimír Rožánek Martin Konvička |  |

| 30. září 2015 18.00                                                                                      | HC Slavia Praha                                                                                          | 5 : 1 (1:0, 0:0, 4:1)   | HC AZ Havířov 2010   | Zimní stadion Eden Návštěvnost: 1413                     |  |
| Alexandr Hylák                                                                                           | Alexandr Hylák                                                                                           | Brankáři                | Šimon Hrubec         | Rozhodčí: Daniel Pražák Čároví: Václav Beneš Milan Štofa |  |
| Tomáš Doležal 07:06' Miloslav Čermák 41:59' Jiří Doležal 46:37' Pavel Kašpařík 49:52' Tomáš Micka 50:01' | Tomáš Doležal 07:06' Miloslav Čermák 41:59' Jiří Doležal 46:37' Pavel Kašpařík 49:52' Tomáš Micka 50:01' | 1:0 2:0 3:0 3:1 4:1 5:1 | 48:29' Daniel Štumpf | Rozhodčí: Daniel Pražák Čároví: Václav Beneš Milan Štofa |  |
| 10 min                                                                                                   | 10 min                                                                                                   | Tresty                  | 18 min               | Rozhodčí: Daniel Pražák Čároví: Václav Beneš Milan Štofa |  |
| 43 | 43 | Střely                  | 23                   | Rozhodčí: Daniel Pražák Čároví: Václav Beneš Milan Štofa |  |

| 3. října 2015 17.00                           | HC Stadion Litoměřice                         | 2 : 6 (1:3, 0:1, 1:2)           | HC Slavia Praha | Kalich aréna Návštěvnost: 1740                             |  |
| Tomáš Král Martin Michajlov                   | Tomáš Král Martin Michajlov                   | Brankáři                        | Alexandr Hylák | Rozhodčí: Miroslav Petružálek Čároví: Petr Bosák Jan Toman |  |
| David Švagrovský 01:20' Lukáš Nedvídek 41:21' | David Švagrovský 01:20' Lukáš Nedvídek 41:21' | 1:0 1:1 1:2 1:3 1:4 2:4 2:5 2:6 | 14:06' Pavel Kašpařík 17:44' Ronald Knot 19:53' Milan Hruška 30:53' Nathan Robinson 48:27' Tomáš Doležal 51:30' Milan Hruška | Rozhodčí: Miroslav Petružálek Čároví: Petr Bosák Jan Toman |  |
| 14 min                                        | 14 min                                        | Tresty                          | 10 min | Rozhodčí: Miroslav Petružálek Čároví: Petr Bosák Jan Toman |  |
| 23                                            | 23                                            | Střely                          | 36 | Rozhodčí: Miroslav Petružálek Čároví: Petr Bosák Jan Toman |  |

| 7. října 2015 18.00 | HC Slavia Praha | 7 : 1 (5:0, 1:1, 1:0) | HC Slovan Ústí nad Labem | Zimní stadion Eden Návštěvnost: 1180                     |  |
| Alexandr Hylák Dominik Frodl | Alexandr Hylák Dominik Frodl | Brankáři              | Vladislav Habal          | Rozhodčí: Martin Grech Čároví: Marek Šmika David Štětina |  |
| Žiga Pavlin 00:46' Tomáš Micka 04:06' David Šafránek 06:29' Tomáš Micka 13:36' Miloslav Čermák 16:39' Miloslav Čermák 23:54' Tomáš Micka 49:20' | Žiga Pavlin 00:46' Tomáš Micka 04:06' David Šafránek 06:29' Tomáš Micka 13:36' Miloslav Čermák 16:39' Miloslav Čermák 23:54' Tomáš Micka 49:20' | 1:0                   | 36:21' Jaroslav Roubík   | Rozhodčí: Martin Grech Čároví: Marek Šmika David Štětina |  |
| 20 min | 20 min | Tresty                | 22 min                   | Rozhodčí: Martin Grech Čároví: Marek Šmika David Štětina |  |
| 41 | 41 | Střely                | 43                       | Rozhodčí: Martin Grech Čároví: Marek Šmika David Štětina |  |

| 10. října 2015 17.00 | Salith Šumperk | 0 : 6 (0:1, 0:2, 0:3)   | HC Slavia Praha | Tyršův stadion Návštěvnost: 1981                         |  |
| Filip Šindelář       | Filip Šindelář | Brankáři                | Alexandr Hylák | Rozhodčí: Jakub Koziol Čároví: Václav Hanzlík Jiří Novák |  |
|                      |                | 0:1 0:2 0:3 0:4 0:5 0:6 | 14:53' Miloslav Čermák 25:50' Jaroslav Markovič 32:57' Žiga Pavlin 41:52' Žiga Pavlin 49:49' David Šafránek 52:35' David Šafránek | Rozhodčí: Jakub Koziol Čároví: Václav Hanzlík Jiří Novák |  |
| 12 min               | 12 min         | Tresty                  | 14 min | Rozhodčí: Jakub Koziol Čároví: Václav Hanzlík Jiří Novák |  |
| 25                   | 25             | Střely                  | 45 | Rozhodčí: Jakub Koziol Čároví: Václav Hanzlík Jiří Novák |  |

| 12. října 2015 18.00                      | HC Slavia Praha                           | 2 : 1 (0:1, 2:0, 0:0) | HC Zubr Přerov      | Zimní stadion Eden Návštěvnost: 1418                     |  |
| Alexandr Hylák                            | Alexandr Hylák                            | Brankáři              | Lukáš Klimeš        | Rozhodčí: Matěj Sýkora Čároví: Michal Jílek Martin Šperl |  |
| Pavel Kašpařík 27:23' David Hruška 28:39' | Pavel Kašpařík 27:23' David Hruška 28:39' | 0:1 1:1 2:1           | 08:40' Marek Sikora | Rozhodčí: Matěj Sýkora Čároví: Michal Jílek Martin Šperl |  |
| 8 min                                     | 8 min                                     | Tresty                | 15 min              | Rozhodčí: Matěj Sýkora Čároví: Michal Jílek Martin Šperl |  |
| 40                                        | 40                                        | Střely                | 33                  | Rozhodčí: Matěj Sýkora Čároví: Michal Jílek Martin Šperl |  |

| 14. října 2015 18.00                       | HC Slavia Praha                            | 2 : 3 SN (0:1, 2:1, 0:0 – 0:0 – 0:1) | Rytíři Kladno                                         | Zimní stadion Eden Návštěvnost: 3035                    |  |
| Alexandr Hylák                             | Alexandr Hylák                             | Brankáři                             | Lukáš Mensator                                        | Rozhodčí: Jakub Smitka Čároví: Aleš Hejl Lukáš Podrazil |  |
| David Hruška 31:24' Nathan Robinson 37:37' | David Hruška 31:24' Nathan Robinson 37:37' | 0:1 0:2 1:2 2:2 SN                   | 11:34' Václav Skuhravý 29:57' Jurij Repe Jan Rudovský | Rozhodčí: Jakub Smitka Čároví: Aleš Hejl Lukáš Podrazil |  |
| 10 min                                     | 10 min                                     | Tresty                               | 10 min                                                | Rozhodčí: Jakub Smitka Čároví: Aleš Hejl Lukáš Podrazil |  |
| 39                                         | 39                                         | Střely                               | 39                                                    | Rozhodčí: Jakub Smitka Čároví: Aleš Hejl Lukáš Podrazil |  |

| 17. října 2015 17.00                                                        | HC Benátky nad Jizerou                                                      | 3 : 1 (0:0, 2:0, 1:1) | HC Slavia Praha          | Zimní stadion Benátky nad Jizerou Návštěvnost: 1025           |  |
| Jan Lukáš                                                                   | Jan Lukáš                                                                   | Brankáři              | Alexandr Hylák           | Rozhodčí: Svatopluk Kopeček Čároví: Ondřej Polák Lukáš Rampír |  |
| Daniel Miškovský 22:43' Martin Matějček 39:21' Dominik Lakatoš 52:27' (ts.) | Daniel Miškovský 22:43' Martin Matějček 39:21' Dominik Lakatoš 52:27' (ts.) | 1:0 2:0 2:1 3:1       | 52:09' Jaroslav Markovič | Rozhodčí: Svatopluk Kopeček Čároví: Ondřej Polák Lukáš Rampír |  |
| 18 min                                                                      | 18 min                                                                      | Tresty                | 8 min                    | Rozhodčí: Svatopluk Kopeček Čároví: Ondřej Polák Lukáš Rampír |  |
| 24                                                                          | 24                                                                          | Střely                | 27                       | Rozhodčí: Svatopluk Kopeček Čároví: Ondřej Polák Lukáš Rampír |  |

| 21. října 2015 18.00   | HC Slavia Praha        | 1 : 2 (1:2, 0:0, 0:0) | LHK Jestřábi Prostějov                  | Zimní stadion Eden Návštěvnost: 1132                         |  |
| Alexandr Hylák         | Alexandr Hylák         | Brankáři              | Luboš Horčička                          | Rozhodčí: Tomáš Zubzanda Čároví: Tomáš Svoboda Petr Maštalíř |  |
| Miloslav Čermák 12:00' | Miloslav Čermák 12:00' | 0:1 1:1 1:2           | 10:47' Jakub Illéš 17:05' Patrik Moskal | Rozhodčí: Tomáš Zubzanda Čároví: Tomáš Svoboda Petr Maštalíř |  |
| 4 min                  | 4 min                  | Tresty                | 12 min                                  | Rozhodčí: Tomáš Zubzanda Čároví: Tomáš Svoboda Petr Maštalíř |  |
| 44                     | 44                     | Střely                | 26                                      | Rozhodčí: Tomáš Zubzanda Čároví: Tomáš Svoboda Petr Maštalíř |  |

| 24. října 2015 17.30                    | HC Slavia Praha                         | 2 : 4 (0:0, 1:3, 1:1)   | ČEZ Motor České Budějovice                                                    | Zimní stadion Eden Návštěvnost: 3850                  |  |
| Alexandr Hylák                          | Alexandr Hylák                          | Brankáři                | David Gába                                                                    | Rozhodčí: Jan Doležal Čároví: Roman Zídek Tomáš Měkýš |  |
| David Hruška 33:31' Milan Hruška 55:35' | David Hruška 33:31' Milan Hruška 55:35' | 0:1 0:2 1:2 1:3 1:4 2:4 | 28:24' Martin Heřman 31:28' Jakub Babka 39:00' Luboš Rob 43:26' Dušan Žovinec | Rozhodčí: Jan Doležal Čároví: Roman Zídek Tomáš Měkýš |  |
| 18 min                                  | 18 min                                  | Tresty                  | 10 min                                                                        | Rozhodčí: Jan Doležal Čároví: Roman Zídek Tomáš Měkýš |  |
| 39                                      | 39                                      | Střely                  | 44                                                                            | Rozhodčí: Jan Doležal Čároví: Roman Zídek Tomáš Měkýš |  |

| 28. října 2015 18.00  | SK Trhači Kadaň       | 1 : 2 PP (1:0, 0:1, 0:0 – 0:1) | HC Slavia Praha                               | Stadion města Kadaň Návštěvnost: 2090                    |  |
| Tadeáš Dvořák         | Tadeáš Dvořák         | Brankáři                       | Alexandr Hylák                                | Rozhodčí: Radek Wagner Čároví: Lukáš Podrazil Petr Bosák |  |
| Antonín Drobný 11:43' | Antonín Drobný 11:43' | 1:0 1:1 1:2                    | 34:26' Jaroslav Markovič 64:26' Tomáš Jiránek | Rozhodčí: Radek Wagner Čároví: Lukáš Podrazil Petr Bosák |  |
| 12 min                | 12 min                | Tresty                         | 12 min                                        | Rozhodčí: Radek Wagner Čároví: Lukáš Podrazil Petr Bosák |  |
| 47                    | 47                    | Střely                         | 21                                            | Rozhodčí: Radek Wagner Čároví: Lukáš Podrazil Petr Bosák |  |

| 31. října 2015 17.30   | HC Slavia Praha        | 1 : 2 SN (1:1, 0:0, 0:0 – 0:0 – 0:1) | SK Horácká Slavia Třebíč | Zimní stadion Eden Návštěvnost: 1235                      |  |
| Tomáš Král             | Tomáš Král             | Brankáři                             | Karel Vejmelka           | Rozhodčí: Martin Horinek Čároví: Jan Krátký Milan Svoboda |  |
| Nathan Robinson 13:00' | Nathan Robinson 13:00' | 0:1 1:1 SN                           | 09:56' David Dolníček    | Rozhodčí: Martin Horinek Čároví: Jan Krátký Milan Svoboda |  |
| 8 min                  | 8 min                  | Tresty                               | 8 min                    | Rozhodčí: Martin Horinek Čároví: Jan Krátký Milan Svoboda |  |
| 31                     | 31                     | Střely                               | 28                       | Rozhodčí: Martin Horinek Čároví: Jan Krátký Milan Svoboda |  |

| 9. listopadu 2015 17.30                                                                                                  | HC Most | 6 : 7 SN (1:1, 2:2, 3:3 – 0:0 – 0:1)               | HC Slavia Praha | Zimní stadion Most Návštěvnost: 1119                 |  |
| Lukáš Horák | Lukáš Horák | Brankáři                                           | Alexandr Hylák Tomáš Král | Rozhodčí: Tomáš Zubzanda Čároví: Aleš Hejl Jan Toman |  |
| Ondřej Havlíček 08:15' Jan Alinč 23:04' Petr Přeučil 39:56' Petr Přeučil 43:54' Jan Alinč 56:53' Bohumil Slavíček 58:53' | Ondřej Havlíček 08:15' Jan Alinč 23:04' Petr Přeučil 39:56' Petr Přeučil 43:54' Jan Alinč 56:53' Bohumil Slavíček 58:53' | 0:1 1:1 2:1 2:2 2:3 3:3 4:3 4:4 4:5 5:5 5:6 6:6 SN | 02:40' Tomáš Micka 24:52' Žiga Pavlin 35:55' Ronald Knot 48:52' Zdeněk Bahenský 54:02' Miloslav Čermák 58:42' Zdeněk Kubica Miloslav Čermák | Rozhodčí: Tomáš Zubzanda Čároví: Aleš Hejl Jan Toman |  |
| 24 min | 24 min | Tresty                                             | 16 min | Rozhodčí: Tomáš Zubzanda Čároví: Aleš Hejl Jan Toman |  |
| 36 | 36 | Střely                                             | 42 | Rozhodčí: Tomáš Zubzanda Čároví: Aleš Hejl Jan Toman |  |

| 11. listopadu 2015 18.00  | HC Slavia Praha           | 1 : 2 (0:2, 0:0, 1:0) | HC Dukla Jihlava                           | Zimní stadion Eden Návštěvnost: 1422                    |  |
| Alexandr Hylák Tomáš Král | Alexandr Hylák Tomáš Král | Brankáři              | David Honzík                               | Rozhodčí: Michal Dědek Čároví: Tomáš Měkýš Daniel Reich |  |
| Tomáš Micka 57:23'        | Tomáš Micka 57:23'        | 0:1 0:2 1:2           | 03:17' Filip Seman 17:58' Marek Melenovský | Rozhodčí: Michal Dědek Čároví: Tomáš Měkýš Daniel Reich |  |
| 16 min                    | 16 min                    | Tresty                | 16 min                                     | Rozhodčí: Michal Dědek Čároví: Tomáš Měkýš Daniel Reich |  |
| 37                        | 37                        | Střely                | 27                                         | Rozhodčí: Michal Dědek Čároví: Tomáš Měkýš Daniel Reich |  |

| 14. listopadu 2015 17.00                                                                           | HC AZ Havířov 2010                                                                                 | 5 : 3 (2:1, 1:0, 2:2)           | HC Slavia Praha                                                   | K&K PNEU Aréna Návštěvnost: 3087                            |  |
| Petr Matoušek                                                                                      | Petr Matoušek                                                                                      | Brankáři                        | Tomáš Král                                                        | Rozhodčí: Svatopluk Kopeček Čároví: Petr Kotlík Roman Zídek |  |
| Marek Kalus 02:10' Jiří Krisl 10:12' Vojtěch Tomi 36:11' Vojtěch Tomi 49:09' Michal Sztefek 59:29' | Marek Kalus 02:10' Jiří Krisl 10:12' Vojtěch Tomi 36:11' Vojtěch Tomi 49:09' Michal Sztefek 59:29' | 1:0 2:0 2:1 3:1 4:1 4:2 4:3 5:3 | 13:19' David Šafránek 53:50' Milan Mikulík 56:34' Zdeněk Bahenský | Rozhodčí: Svatopluk Kopeček Čároví: Petr Kotlík Roman Zídek |  |
| 12 min                                                                                             | 12 min                                                                                             | Tresty                          | 12 min                                                            | Rozhodčí: Svatopluk Kopeček Čároví: Petr Kotlík Roman Zídek |  |
| 31                                                                                                 | 31                                                                                                 | Střely                          | 33                                                                | Rozhodčí: Svatopluk Kopeček Čároví: Petr Kotlík Roman Zídek |  |

| 16. listopadu 2015 18.00 | HC Slavia Praha | 6 : 2 (3:1, 1:0, 2:1)           | HC Stadion Litoměřice                   | Zimní stadion Eden Návštěvnost: 1075                    |  |
| Alexandr Hylák Tomáš Král | Alexandr Hylák Tomáš Král | Brankáři                        | Jaroslav Pavelka                        | Rozhodčí: Martin Grech Čároví: Václav Beneš Milan Štofa |  |
| Zdeněk Bahenský 12:51' Nathan Robinson 14:20' Jaroslav Markovič 17:27' David Šafránek 30:22' (t. s.) Peter Hraško 57:09' Zdeněk Kubica 59:42' | Zdeněk Bahenský 12:51' Nathan Robinson 14:20' Jaroslav Markovič 17:27' David Šafránek 30:22' (t. s.) Peter Hraško 57:09' Zdeněk Kubica 59:42' | 0:1 1:1 2:1 3:1 4:1 4:2 5:2 6:2 | 03:57' Lukáš Nedvídek 43:38' Jan Berger | Rozhodčí: Martin Grech Čároví: Václav Beneš Milan Štofa |  |
| 45 min | 45 min | Tresty                          | 83 min                                  | Rozhodčí: Martin Grech Čároví: Václav Beneš Milan Štofa |  |
| 40 | 40 | Střely                          | 38                                      | Rozhodčí: Martin Grech Čároví: Václav Beneš Milan Štofa |  |

| 18. listopadu 2015 18.00 | HC Slovan Ústí nad Labem | 1 : 2 (1:0, 0:2, 0:0) | HC Slavia Praha                           | Zimní stadion Ústí nad Labem Návštěvnost: 2691            |  |
| Jakub Soukup             | Jakub Soukup             | Brankáři              | Alexandr Hylák                            | Rozhodčí: Daniel Pražák Čároví: Michal Jílek Martin Šperl |  |
| Jiří Rys 00:16'          | Jiří Rys 00:16'          | 1:0 1:1 1:2           | 23:22' Ronald Knot 25:44' Nathan Robinson | Rozhodčí: Daniel Pražák Čároví: Michal Jílek Martin Šperl |  |
| 12 min                   | 12 min                   | Tresty                | 10 min                                    | Rozhodčí: Daniel Pražák Čároví: Michal Jílek Martin Šperl |  |
| 33                       | 33                       | Střely                | 24                                        | Rozhodčí: Daniel Pražák Čároví: Michal Jílek Martin Šperl |  |

| 21. listopadu 2015 17.30                                                                                      | HC Slavia Praha                                                                                               | 5 : 4 PP (1:0, 2:3, 1:1 – 1:0)      | Salith Šumperk                                                               | Zimní stadion Eden Návštěvnost: 1352                  |  |
| Tomáš Král | Tomáš Král | Brankáři                            | Miroslav Svoboda                                                             | Rozhodčí: Lukáš Krob Čároví: Jiří Rozlílek Petr Bosák |  |
| David Šafránek 16:35' David Hruška 27:48' Nathan Robinson 33:28' Jaroslav Markovič 49:26' David Hruška 64:38' | David Šafránek 16:35' David Hruška 27:48' Nathan Robinson 33:28' Jaroslav Markovič 49:26' David Hruška 64:38' | 1:0 1:1 2:1 2:2 3:2 3:3 3:4 4:4 5:4 | 21:37' Tomáš Fořt 32:26' Michal Petira 36:46' Tomáš Drtil 40:59' Jan Zdráhal | Rozhodčí: Lukáš Krob Čároví: Jiří Rozlílek Petr Bosák |  |
| 6 min | 6 min | Tresty                              | 6 min                                                                        | Rozhodčí: Lukáš Krob Čároví: Jiří Rozlílek Petr Bosák |  |
| 43 | 43 | Střely                              | 32                                                                           | Rozhodčí: Lukáš Krob Čároví: Jiří Rozlílek Petr Bosák |  |

| 25. listopadu 2015 18.00                                                                               | HC Zubr Přerov                                                                                         | 5 : 2 (4:1, 0:1, 1:0)       | HC Slavia Praha                     | Meo Aréna Návštěvnost: 2618                              |  |
| Lukáš Klimeš                                                                                           | Lukáš Klimeš                                                                                           | Brankáři                    | Alexandr Hylák Tomáš Král           | Rozhodčí: Zbyněk Kubičík Čároví: Jiří Ganger Leon Wesley |  |
| Tomáš Sýkora 01:05' Jiří Goiš 08:40' Tomáš Sýkora 09:46' Vlastimil Dostálek 11:42' Roman Pšurný 43:30' | Tomáš Sýkora 01:05' Jiří Goiš 08:40' Tomáš Sýkora 09:46' Vlastimil Dostálek 11:42' Roman Pšurný 43:30' | 1:0 2:0 3:0 4:0 4:1 4:2 5:2 | 16:57' János Vas 25:42' Lukáš Jurík | Rozhodčí: Zbyněk Kubičík Čároví: Jiří Ganger Leon Wesley |  |
| 14 min                                                                                                 | 14 min                                                                                                 | Tresty                      | 10 min                              | Rozhodčí: Zbyněk Kubičík Čároví: Jiří Ganger Leon Wesley |  |
| 38 | 38 | Střely                      | 41                                  | Rozhodčí: Zbyněk Kubičík Čároví: Jiří Ganger Leon Wesley |  |

| 28. listopadu 2015 16.00                                       | Rytíři Kladno                                                  | 3 : 5 (1:2, 1:0, 1:3            | HC Slavia Praha                                                                                             | ČEZ stadion Kladno Návštěvnost: 3409                         |  |
| Lukáš Mensator                                                 | Lukáš Mensator                                                 | Brankáři                        | Alexandr Hylák                                                                                              | Rozhodčí: Tomáš Zubzanda Čároví: Ondřej Kokrment Ondřej Malý |  |
| Tomáš Pitule 18:38' Václav Skuhravý 36:11' Jan Rudovský 50:43' | Tomáš Pitule 18:38' Václav Skuhravý 36:11' Jan Rudovský 50:43' | 0:1 0:2 1:2 2:2 2:3 2:4 3:4 3:5 | 01:37' Nathan Robinson 05:48' Milan Mikulík 44:47' Miloslav Čermák 45:54' David Hruška 59:22' Zdeněk Kubica | Rozhodčí: Tomáš Zubzanda Čároví: Ondřej Kokrment Ondřej Malý |  |
| 24 min                                                         | 24 min                                                         | Tresty                          | 18 min | Rozhodčí: Tomáš Zubzanda Čároví: Ondřej Kokrment Ondřej Malý |  |
| 42                                                             | 42                                                             | Střely                          | 26 | Rozhodčí: Tomáš Zubzanda Čároví: Ondřej Kokrment Ondřej Malý |  |

| 30. listopadu 2015 18.00                                            | HC Slavia Praha                                                     | 3 : 1 (0:0, 0:1, 3:0) | HC Benátky nad Jizerou | Zimní stadion Eden Návštěvnost: 922                     |  |
| Alexandr Hylák                                                      | Alexandr Hylák                                                      | Brankáři              | Martin Sejpal          | Rozhodčí: Adam Kika Čároví: Václav Hanzlík Ondřej Polák |  |
| Zdeněk Bahenský 53:16' Pavel Kašpařík 56:34' Zdeněk Bahenský 59:44' | Zdeněk Bahenský 53:16' Pavel Kašpařík 56:34' Zdeněk Bahenský 59:44' | 0:1 1:1 2:1 3:1       | 30:03' Jan Ordoš       | Rozhodčí: Adam Kika Čároví: Václav Hanzlík Ondřej Polák |  |
| 8 min                                                               | 8 min                                                               | Tresty                | 8 min                  | Rozhodčí: Adam Kika Čároví: Václav Hanzlík Ondřej Polák |  |
| 43                                                                  | 43                                                                  | Střely                | 26                     | Rozhodčí: Adam Kika Čároví: Václav Hanzlík Ondřej Polák |  |

| 2. prosince 2015 18.00                                            | LHK Jestřábi Prostějov                                            | 3 : 2 (1:0, 2:1, 0:1) | HC Slavia Praha                             | Zimní stadion Prostějov Návštěvnost: 2016             |  |
| Luboš Horčička                                                    | Luboš Horčička                                                    | Brankáři              | Alexandr Hylák                              | Rozhodčí: René Trombík Čároví: Jiří Novák Leon Wesley |  |
| Jiří Cetkovský 17:41' Jiří Cetkovský 32:23' Michal Dragoun 36:03' | Jiří Cetkovský 17:41' Jiří Cetkovský 32:23' Michal Dragoun 36:03' | 1:0 2:0 2:1 3:1 3:2   | 32:52' Miloslav Čermák 59:35' Milan Mikulík | Rozhodčí: René Trombík Čároví: Jiří Novák Leon Wesley |  |
| 2 min                                                             | 2 min                                                             | Tresty                | 4 min                                       | Rozhodčí: René Trombík Čároví: Jiří Novák Leon Wesley |  |
| 35                                                                | 35                                                                | Střely                | 37                                          | Rozhodčí: René Trombík Čároví: Jiří Novák Leon Wesley |  |

| 5. prosince 2015 17.00                                                       | ČEZ Motor České Budějovice                                                   | 4 : 2 (1:1, 1:1, 2:0)   | HC Slavia Praha                        | Budvar aréna Návštěvnost: 6421                          |  |
| David Gába                                                                   | David Gába                                                                   | Brankáři                | Alexandr Hylák                         | Rozhodčí: Jan Doležal Čároví: Jan Čížek Petr Křivohlavý |  |
| Rok Pajič 17:02' Tomáš Nouza 33:41' David Kuchejda 55:30' Tomáš Nouza 59:55' | Rok Pajič 17:02' Tomáš Nouza 33:41' David Kuchejda 55:30' Tomáš Nouza 59:55' | 0:1 1:1 1:2 2:2 2:3 2:4 | 00:50' János Vas 26:13' Pavel Kašpařík | Rozhodčí: Jan Doležal Čároví: Jan Čížek Petr Křivohlavý |  |
| 6 min                                                                        | 6 min                                                                        | Tresty                  | 20 min                                 | Rozhodčí: Jan Doležal Čároví: Jan Čížek Petr Křivohlavý |  |
| 35                                                                           | 35                                                                           | Střely                  | 31                                     | Rozhodčí: Jan Doležal Čároví: Jan Čížek Petr Křivohlavý |  |

| 7. prosince 2015 18.00               | HC Slavia Praha                      | 2 : 3 PP (0:1, 1:0, 1:1 – 0:1) | SK Trhači Kadaň                                                 | Zimní stadion Eden Návštěvnost: 961                      |  |
| Alexandr Hylák                       | Alexandr Hylák                       | Brankáři                       | Jan Strmeň                                                      | Rozhodčí: Daniel Pražák Čároví: Jan Krátký Milan Svoboda |  |
| János Vas 26:23' David Hruška 53:27' | János Vas 26:23' David Hruška 53:27' | 0:1 1:1 1:2 2:2 2:3            | 13:56' Martin Sloboda 49:22' Jakub Chrpa 63:29' Šimon Szathmáry | Rozhodčí: Daniel Pražák Čároví: Jan Krátký Milan Svoboda |  |
| 20 min                               | 20 min                               | Tresty                         | 22 min                                                          | Rozhodčí: Daniel Pražák Čároví: Jan Krátký Milan Svoboda |  |
| 33                                   | 33                                   | Střely                         | 28                                                              | Rozhodčí: Daniel Pražák Čároví: Jan Krátký Milan Svoboda |  |

| 9. prosince 2015 17.30 | SK Horácká Slavia Třebíč | 1 : 2 (0:1, 0:0, 1:1) | HC Slavia Praha                     | Zimní stadion města Třebíče - Mann+Hummel Arena Návštěvnost: 1670 |  |
| Karel Vejmelka         | Karel Vejmelka           | Brankáři              | Alexandr Hylák                      | Rozhodčí: Radek Wagner Čároví: Tomáš Svoboda Lukáš Podrazil       |  |
| Matěj Pekr 48:52'      | Matěj Pekr 48:52'        | 0:1 1:1 1:2           | 06:01' Ronald Knot 51:06' János Vas | Rozhodčí: Radek Wagner Čároví: Tomáš Svoboda Lukáš Podrazil       |  |
| 8 min                  | 8 min                    | Tresty                | 10 min                              | Rozhodčí: Radek Wagner Čároví: Tomáš Svoboda Lukáš Podrazil       |  |
| 32                     | 32                       | Střely                | 36                                  | Rozhodčí: Radek Wagner Čároví: Tomáš Svoboda Lukáš Podrazil       |  |

| 12. prosince 2015 15.00                                                        | HC Slavia Praha                                                                | 4 : 1 (2:0, 1:1, 1:0) | HC Most                 | Zimní stadion Eden Návštěvnost: 1255                 |  |
| Alexandr Hylák                                                                 | Alexandr Hylák                                                                 | Brankáři              | Michael Petrásek        | Rozhodčí: Lukáš Krob Čároví: Jan Toman David Štětina |  |
| Milan Mikulík 14:22' David Šafránek 14:35' Ronald Knot 22:10' János Vas 59:28' | Milan Mikulík 14:22' David Šafránek 14:35' Ronald Knot 22:10' János Vas 59:28' | 1:0 2:0 3:0 3:1 4:1   | 31:40' Bohumil Slavíček | Rozhodčí: Lukáš Krob Čároví: Jan Toman David Štětina |  |
| 6 min                                                                          | 6 min                                                                          | Tresty                | 12 min                  | Rozhodčí: Lukáš Krob Čároví: Jan Toman David Štětina |  |
| 43                                                                             | 43                                                                             | Střely                | 33                      | Rozhodčí: Lukáš Krob Čároví: Jan Toman David Štětina |  |

| 22. prosince 2015 17.30                                                                                            | HC Dukla Jihlava                                                                                                   | 6 : 5 SN (1:1, 3:1, 1:3 – 0:0 – 1:0)       | HC Slavia Praha                                                                                           | Horácký zimní stadion Jihlava Návštěvnost: 2468                     |  |
| David Honzík | David Honzík | Brankáři                                   | Alexandr Hylák Dominik Frodl                                                                              | Rozhodčí: Miroslav Petružálek Čároví: Petr Křivohlavý Radek Špringl |  |
| Richard Diviš 14:08' Tomáš Kaláb 34:52' Michal Důras 36:07' Tomáš Kaláb 37:24' Michal Důras 44:39' Tomáš Čachotský | Richard Diviš 14:08' Tomáš Kaláb 34:52' Michal Důras 36:07' Tomáš Kaláb 37:24' Michal Důras 44:39' Tomáš Čachotský | 0:1 1:1 2:1 3:1 3:2 4:2 5:2 5:3 5:4 5:5 SN | 08:03' Pavel Kašpařík 36:44' Milan Mikulík 53:54' Zdeněk Bahenský 58:32' János Vas 59:16' Miloslav Čermák | Rozhodčí: Miroslav Petružálek Čároví: Petr Křivohlavý Radek Špringl |  |
| 6 min | 6 min | Tresty                                     | 16 min | Rozhodčí: Miroslav Petružálek Čároví: Petr Křivohlavý Radek Špringl |  |
| 38 | 38 | Střely                                     | 43 | Rozhodčí: Miroslav Petružálek Čároví: Petr Křivohlavý Radek Špringl |  |

| 28. prosince 2015 18.00 | HC Slavia Praha     | 1 : 4 (1:2, 0:0, 0:2) | HC AZ Havířov 2010                                                             | Zimní stadion Eden Návštěvnost: 1605                     |  |
| Alexandr Hylák          | Alexandr Hylák      | Brankáři              | Marek Laco                                                                     | Rozhodčí: Zbyněk Kubičík Čároví: Petr Kotlík Roman Zídek |  |
| David Hruška 02:59'     | David Hruška 02:59' | 0:1 1:1 1:2 1:3 1:4   | 00:32' Michal Sztefek 10:29' Jan Hudeček 43:12' Zdeněk Okál 56:53' Jan Hudeček | Rozhodčí: Zbyněk Kubičík Čároví: Petr Kotlík Roman Zídek |  |
| 8 min                   | 8 min               | Tresty                | 12 min                                                                         | Rozhodčí: Zbyněk Kubičík Čároví: Petr Kotlík Roman Zídek |  |
| 47                      | 47                  | Střely                | 30                                                                             | Rozhodčí: Zbyněk Kubičík Čároví: Petr Kotlík Roman Zídek |  |

| 30. prosince 2015 18.00 | HC Stadion Litoměřice | 1 : 2 (0:1, 0:0, 1:1) | HC Slavia Praha                                        | Kalich aréna Návštěvnost: 1740                          |  |
| Jaroslav Pavelka        | Jaroslav Pavelka      | Brankáři              | Tomáš Král                                             | Rozhodčí: Radek Wagner Čároví: Aleš Hejl Lukáš Podrazil |  |
| Zdeněk Doležal 58:08'   | Zdeněk Doležal 58:08' | 0:1 1:1 1:2           | 19:06' Jaroslav Markovič 59:00' (t.s.) Miloslav Čermák | Rozhodčí: Radek Wagner Čároví: Aleš Hejl Lukáš Podrazil |  |
| 30 min                  | 30 min                | Tresty                | 10 min                                                 | Rozhodčí: Radek Wagner Čároví: Aleš Hejl Lukáš Podrazil |  |
| 38                      | 38                    | Střely                | 34                                                     | Rozhodčí: Radek Wagner Čároví: Aleš Hejl Lukáš Podrazil |  |

| 4. ledna 2016 18.00                       | HC Slavia Praha                           | 2 : 4 (0:1, 1:1, 1:2)   | HC Slovan Ústí nad Labem                                                    | Zimní stadion Eden Návštěvnost: 990                          |  |
| Tomáš Král                                | Tomáš Král                                | Brankáři                | Jakub Soukup                                                                | Rozhodčí: Michal Škrobák Čároví: Tomáš Svoboda Petr Maštalíř |  |
| Žiga Pavlin 35:59' Nathan Robinson 59:54' | Žiga Pavlin 35:59' Nathan Robinson 59:54' | 0:1 0:2 1:2 1:3 1:4 2:4 | 14:52' Jan Kloz 21:38' Petr Tenkrát 44:02' David Tůma 58:38' Ondřej Holomek | Rozhodčí: Michal Škrobák Čároví: Tomáš Svoboda Petr Maštalíř |  |
| 8 min                                     | 8 min                                     | Tresty                  | 8 min                                                                       | Rozhodčí: Michal Škrobák Čároví: Tomáš Svoboda Petr Maštalíř |  |
| 42                                        | 42                                        | Střely                  | 34                                                                          | Rozhodčí: Michal Škrobák Čároví: Tomáš Svoboda Petr Maštalíř |  |

| 6. ledna 2016 18.00             | Salith Šumperk                  | 1 : 4 (0:0, 1:2, 0:2) | HC Slavia Praha                                                                                      | Tyršův stadion Návštěvnost: 1074                           |  |
| Daniel Zelenka Miroslav Svoboda | Daniel Zelenka Miroslav Svoboda | Brankáři              | Alexandr Hylák                                                                                       | Rozhodčí: Vojtěch Fiala Čároví: Radim Adamec Marián Poruba |  |
| Tomáš Fořt 20:26'               | Tomáš Fořt 20:26'               | 1:0 1:1 1:2 1:3 1:4   | 28:48' (t. s.) Miloslav Čermák 31:09' David Šafránek 41:34' Zdeněk Bahenský 42:57' Jaroslav Markovič | Rozhodčí: Vojtěch Fiala Čároví: Radim Adamec Marián Poruba |  |
| 12 min                          | 12 min                          | Tresty                | 12 min                                                                                               | Rozhodčí: Vojtěch Fiala Čároví: Radim Adamec Marián Poruba |  |
| 32                              | 32                              | Střely                | 39                                                                                                   | Rozhodčí: Vojtěch Fiala Čároví: Radim Adamec Marián Poruba |  |

| 9. ledna 2016 15.00                                                                     | HC Slavia Praha                                                                         | 4 : 3 (0:1, 2:2, 2:0)       | HC Zubr Přerov                                                       | Zimní stadion Eden Návštěvnost: 1655                      |  |
| Alexandr Hylák                                                                          | Alexandr Hylák                                                                          | Brankáři                    | Lukáš Klimeš                                                         | Rozhodčí: Tomáš Zubzanda Čároví: Václav Beneš Milan Štofa |  |
| David Šafránek 30:54' Angel Krstev 34:47' Zdeněk Bahenský 44:24' Nathan Robinson 51:59' | David Šafránek 30:54' Angel Krstev 34:47' Zdeněk Bahenský 44:24' Nathan Robinson 51:59' | 0:1 0:2 1:2 2:2 2:3 3:3 4:3 | 07:16' Milan Procházka 27:36' Jakub Ferenc 39:49' Vlastimil Dostálek | Rozhodčí: Tomáš Zubzanda Čároví: Václav Beneš Milan Štofa |  |
| 16 min                                                                                  | 16 min                                                                                  | Tresty                      | 22 min                                                               | Rozhodčí: Tomáš Zubzanda Čároví: Václav Beneš Milan Štofa |  |
| 42                                                                                      | 42                                                                                      | Střely                      | 33                                                                   | Rozhodčí: Tomáš Zubzanda Čároví: Václav Beneš Milan Štofa |  |

| 13. ledna 2016 18.00                                                                    | HC Slavia Praha                                                                         | 4 : 2 (2:0, 0:1, 2:1)   | Rytíři Kladno                         | Zimní stadion Eden Návštěvnost: 2743                     |  |
| Alexandr Hylák                                                                          | Alexandr Hylák                                                                          | Brankáři                | Lukáš Mensator                        | Rozhodčí: Petr Přikryl Čároví: Ondřej Polák Lukáš Rampír |  |
| Angel Krstev 11:03' Nathan Robinson 18:11' Zdeněk Bahenský 50:16' David Šafránek 57:40' | Angel Krstev 11:03' Nathan Robinson 18:11' Zdeněk Bahenský 50:16' David Šafránek 57:40' | 1:0 2:0 2:1 3:1 4:1 4:2 | 29:06' Denis Kindl 59:43' David Stach | Rozhodčí: Petr Přikryl Čároví: Ondřej Polák Lukáš Rampír |  |
| 6 min                                                                                   | 6 min                                                                                   | Tresty                  | 6 min                                 | Rozhodčí: Petr Přikryl Čároví: Ondřej Polák Lukáš Rampír |  |
| 30                                                                                      | 30                                                                                      | Střely                  | 34                                    | Rozhodčí: Petr Přikryl Čároví: Ondřej Polák Lukáš Rampír |  |

| 16. ledna 2016 16.30                                        | HC Benátky nad Jizerou                                      | 3 : 4 (1:2, 1:1, 1:1)       | HC Slavia Praha                                                                         | Zimní stadion Benátky nad Jizerou Návštěvnost: 771        |  |
| Marek Schwarz                                               | Marek Schwarz                                               | Brankáři                    | Alexandr Hylák                                                                          | Rozhodčí: Daniel Pražák Čároví: Martin Ševic Jan Votrubec |  |
| Jaroslav Vlach 17:19' Vít Jonák 37:44' Daniel Špaček 52:40' | Jaroslav Vlach 17:19' Vít Jonák 37:44' Daniel Špaček 52:40' | 0:1 0:2 1:2 1:3 2:3 2:4 3:4 | 04:19' Jaroslav Markovič 05:40' David Hruška 20:52' Tomáš Jiránek 49:29' Pavel Kašpařík | Rozhodčí: Daniel Pražák Čároví: Martin Ševic Jan Votrubec |  |
| 16 min                                                      | 16 min                                                      | Tresty                      | 26 min                                                                                  | Rozhodčí: Daniel Pražák Čároví: Martin Ševic Jan Votrubec |  |
| 36                                                          | 36                                                          | Střely                      | 27                                                                                      | Rozhodčí: Daniel Pražák Čároví: Martin Ševic Jan Votrubec |  |

| 20. ledna 2016 18.00                                                                    | HC Slavia Praha                                                                         | 4 : 5 (1:0, 2:3, 1:2)               | LHK Jestřábi Prostějov                                                                                    | Zimní stadion Eden Návštěvnost: 892                      |  |
| Tomáš Král                                                                              | Tomáš Král                                                                              | Brankáři                            | Luboš Horčička                                                                                            | Rozhodčí: Martin Grech Čároví: David Štětina Ondřej Malý |  |
| Henri Tuominen 06:21' Peter Hraško 24:11' Miloslav Čermák 27:08' Miloslav Čermák 56:15' | Henri Tuominen 06:21' Peter Hraško 24:11' Miloslav Čermák 27:08' Miloslav Čermák 56:15' | 1:0 2:0 3:0 3:1 3:2 3:3 3:4 4:4 4:5 | 36:57' Michal Dragoun 38:27' Michal Dragoun 39:37' Michal Dragoun 43:32' Lukáš Krejčík 58:43' Lukáš Luňák | Rozhodčí: Martin Grech Čároví: David Štětina Ondřej Malý |  |
| 10 min                                                                                  | 10 min                                                                                  | Tresty                              | 12 min | Rozhodčí: Martin Grech Čároví: David Štětina Ondřej Malý |  |
| 41                                                                                      | 41                                                                                      | Střely                              | 29 | Rozhodčí: Martin Grech Čároví: David Štětina Ondřej Malý |  |

| 23. ledna 2016 15.00                           | HC Slavia Praha                                | 2 : 0 (2:0, 0:0, 0:0) | ČEZ Motor České Budějovice | Zimní stadion Eden Návštěvnost: 3523                  |  |
| Alexandr Hylák                                 | Alexandr Hylák                                 | Brankáři              | Ondřej Bláha               | Rozhodčí: Pavel Mikula Čároví: Jiří Novák Leon Wesley |  |
| Jaroslav Markovič 15:03' Pavel Kašpařík 15:28' | Jaroslav Markovič 15:03' Pavel Kašpařík 15:28' | 1:0 2:0               |                            | Rozhodčí: Pavel Mikula Čároví: Jiří Novák Leon Wesley |  |
| 8 min                                          | 8 min                                          | Tresty                | 4 min                      | Rozhodčí: Pavel Mikula Čároví: Jiří Novák Leon Wesley |  |
| 33                                             | 33                                             | Střely                | 33                         | Rozhodčí: Pavel Mikula Čároví: Jiří Novák Leon Wesley |  |

| 25. ledna 2016 18.00                                           | SK Trhači Kadaň                                                | 3 : 4 PP (1:2, 0:0, 2:1 – 0:1) | HC Slavia Praha                                                                          | Stadion města Kadaň Návštěvnost: 820                        |  |
| Jakub Čech                                                     | Jakub Čech                                                     | Brankáři                       | Alexandr Hylák                                                                           | Rozhodčí: Lukáš Krob Čároví: Richard Coubal Ondřej Kokrment |  |
| Martin Šťovíček 15:48' Lukáš Vrána 41:41' Martin Kadlec 56:22' | Martin Šťovíček 15:48' Lukáš Vrána 41:41' Martin Kadlec 56:22' | 0:1 0:2 1:2 2:2 2:3 3:3 3:4    | 14:37' Zdeněk Bahenský 15:02' Miloslav Čermák 45:56' David Hruška 61:00' Nathan Robinson | Rozhodčí: Lukáš Krob Čároví: Richard Coubal Ondřej Kokrment |  |
| 10 min                                                         | 10 min                                                         | Tresty                         | 10 min                                                                                   | Rozhodčí: Lukáš Krob Čároví: Richard Coubal Ondřej Kokrment |  |
| 40                                                             | 40                                                             | Střely                         | 39                                                                                       | Rozhodčí: Lukáš Krob Čároví: Richard Coubal Ondřej Kokrment |  |

| 27. ledna 2016 18.00                                                                   | HC Slavia Praha                                                                        | 4 : 2 (4:0, 0:2, 0:0)   | SK Horácká Slavia Třebíč                      | Zimní stadion Eden Návštěvnost: 887                        |  |
| Alexandr Hylák                                                                         | Alexandr Hylák                                                                         | Brankáři                | Martin Falter                                 | Rozhodčí: Tomáš Zubzanda Čároví: Jan Votrubec Martin Ševic |  |
| David Šafránek 01:43' Milan Mikulík 06:40' Jaroslav Markovič 11:22' Žiga Pavlin 19:39' | David Šafránek 01:43' Milan Mikulík 06:40' Jaroslav Markovič 11:22' Žiga Pavlin 19:39' | 1:0 2:0 3:0 4:0 4:1 4:2 | 31:19' Matič Podlipnik 31:50' Jan Wasserbauer | Rozhodčí: Tomáš Zubzanda Čároví: Jan Votrubec Martin Ševic |  |
| 6 min                                                                                  | 6 min                                                                                  | Tresty                  | 10 min                                        | Rozhodčí: Tomáš Zubzanda Čároví: Jan Votrubec Martin Ševic |  |
| 41                                                                                     | 41                                                                                     | Střely                  | 18                                            | Rozhodčí: Tomáš Zubzanda Čároví: Jan Votrubec Martin Ševic |  |

| 30. ledna 2016 17.30                                                                                            | HC Most | 6 : 5 SN (0:2, 3:2, 2:1 – 0:0 – 1:0)       | HC Slavia Praha                                                                                             | Zimní stadion Most Návštěvnost: 648                                  |  |
| Miroslav Hanuljak Milan Řehoř                                                                                   | Miroslav Hanuljak Milan Řehoř                                                                                   | Brankáři                                   | Alexandr Hylák Tomáš Král (pouze na samostatné nájezdy)                                                     | Rozhodčí: Svatopluk Kopeček Čároví: Petr Kotlík Radek Špringl mladší |  |
| Zdeněk Tauš 32:26' Vítězslav Nedrda 32:49' Martin Hanzl 33:38' Kamil Černý 53:08' Pavel Smolka 55:36' Jan Alinč | Zdeněk Tauš 32:26' Vítězslav Nedrda 32:49' Martin Hanzl 33:38' Kamil Černý 53:08' Pavel Smolka 55:36' Jan Alinč | 0:1 0:2 0:3 0:4 1:4 2:4 3:4 3:5 4:5 5:5 SN | 00:59' Nathan Robinson 12:59' David Hruška 21:50' Miloslav Čermák 23:36' Milan Mikulík 40:33' Milan Mikulík | Rozhodčí: Svatopluk Kopeček Čároví: Petr Kotlík Radek Špringl mladší |  |
| 10 min | 10 min | Tresty                                     | 14 min | Rozhodčí: Svatopluk Kopeček Čároví: Petr Kotlík Radek Špringl mladší |  |
| 43 | 43 | Střely                                     | 36 | Rozhodčí: Svatopluk Kopeček Čároví: Petr Kotlík Radek Špringl mladší |  |

| 3. února 2016 18.00   | HC Slavia Praha       | 1 : 3 (0:0, 0:2, 1:1) | HC Dukla Jihlava                                          | Zimní stadion Eden Návštěvnost: 1632                    |  |
| Alexandr Hylák        | Alexandr Hylák        | Brankáři              | David Honzík                                              | Rozhodčí: Jan Doležal Čároví: Jan Čížek Petr Křivohlavý |  |
| Pavel Kašpařík 54:08' | Pavel Kašpařík 54:08' | 0:1 0:2 1:2 1:3       | 22:27' Pavel Mrňa 31:14' Filip Seman 59:46' Josef Skořepa | Rozhodčí: Jan Doležal Čároví: Jan Čížek Petr Křivohlavý |  |
| 18 min                | 18 min                | Tresty                | 26 min                                                    | Rozhodčí: Jan Doležal Čároví: Jan Čížek Petr Křivohlavý |  |
| 36                    | 36                    | Střely                | 35                                                        | Rozhodčí: Jan Doležal Čároví: Jan Čížek Petr Křivohlavý |  |

| 6. února 2016 17.00                                     | HC AZ Havířov 2010                                      | 3 : 0 (1:0, 1:0, 1:0) | HC Slavia Praha | K&K PNEU Aréna Návštěvnost: 5328                         |  |
| Marek Laco                                              | Marek Laco                                              | Brankáři              | Alexandr Hylák  | Rozhodčí: Zbyněk Kubičík Čároví: Radim Adamec Jiří Novák |  |
| Jan Hudeček 06:35' Petr Kanko 32:33' Jan Hudeček 51:50' | Jan Hudeček 06:35' Petr Kanko 32:33' Jan Hudeček 51:50' | 1:0 2:0 3:0           |                 | Rozhodčí: Zbyněk Kubičík Čároví: Radim Adamec Jiří Novák |  |
| 2 min                                                   | 2 min                                                   | Tresty                | 6 min           | Rozhodčí: Zbyněk Kubičík Čároví: Radim Adamec Jiří Novák |  |
| 36                                                      | 36                                                      | Střely                | 28              | Rozhodčí: Zbyněk Kubičík Čároví: Radim Adamec Jiří Novák |  |

| 8. února 2016 18.00                                                                                   | HC Slavia Praha                                                                                       | 5 : 4 SN (0:1, 4:1, 0:2 – 0:0 – 1:0) | HC Stadion Litoměřice                                                              | Zimní stadion Eden Návštěvnost: 882                        |  |
| Alexandr Hylák                                                                                        | Alexandr Hylák                                                                                        | Brankáři                             | Adam Svoboda                                                                       | Rozhodčí: Tomáš Zubzanda Čároví: Jiří Rozlílek Marek Šmika |  |
| Milan Mikulík 23:37' János Vas 24:16' Jaroslav Markovič 28:18' Zdeněk Bahenský 32:56' Nathan Robinson | Milan Mikulík 23:37' János Vas 24:16' Jaroslav Markovič 28:18' Zdeněk Bahenský 32:56' Nathan Robinson | 0:1 0:2 1:2 2:2 3:2 4:2 4:3 4:4 SN   | 01:42' Ondřej Kopta 22:03' Petr Přeučil 43:23' Tomáš Horna 54:06' David Švagrovský | Rozhodčí: Tomáš Zubzanda Čároví: Jiří Rozlílek Marek Šmika |  |
| 12 min                                                                                                | 12 min                                                                                                | Tresty                               | 16 min                                                                             | Rozhodčí: Tomáš Zubzanda Čároví: Jiří Rozlílek Marek Šmika |  |
| 56 | 56 | Střely                               | 28                                                                                 | Rozhodčí: Tomáš Zubzanda Čároví: Jiří Rozlílek Marek Šmika |  |

| 10. února 2016 18.00                                         | HC Slovan Ústí nad Labem                                     | 3 : 4 SN (2:1, 1:0, 0:2 – 0:0 – 0:1) | HC Slavia Praha                                                                  | Zimní stadion Ústí nad Labem Návštěvnost: 2485             |  |
| Jakub Soukup                                                 | Jakub Soukup                                                 | Brankáři                             | Alexandr Hylák                                                                   | Rozhodčí: Michal Škrobák Čároví: Michal Jílek Martin Šperl |  |
| Antonín Melka 01:55' Daniel Sobotka 19:54' David Tůma 30:21' | Antonín Melka 01:55' Daniel Sobotka 19:54' David Tůma 30:21' | 0:1 1:1 2:1 3:1 3:2 3:3 SN           | 00:24' Milan Mikulík 54:51' Žiga Pavlin 58:04' Jaroslav Markovič Nathan Robinson | Rozhodčí: Michal Škrobák Čároví: Michal Jílek Martin Šperl |  |
| 8 min                                                        | 8 min                                                        | Tresty                               | 37 min                                                                           | Rozhodčí: Michal Škrobák Čároví: Michal Jílek Martin Šperl |  |
| 42                                                           | 42                                                           | Střely                               | 51                                                                               | Rozhodčí: Michal Škrobák Čároví: Michal Jílek Martin Šperl |  |

| 13. února 2016 15.00                                                                     | HC Slavia Praha                                                                          | 4 : 3 (1:1, 2:2, 1:0)       | Salith Šumperk                                           | Zimní stadion Eden Návštěvnost: 1783                     |  |
| Alexandr Hylák                                                                           | Alexandr Hylák                                                                           | Brankáři                    | Miroslav Svoboda                                         | Rozhodčí: Michal Dědek Čároví: Jan Čížek Petr Křivohlavý |  |
| Miloslav Čermák 14:01' David Hruška 27:39' Miloslav Čermák 34:06' Nathan Robinson 46:27' | Miloslav Čermák 14:01' David Hruška 27:39' Miloslav Čermák 34:06' Nathan Robinson 46:27' | 0:1 1:1 1:2 1:3 2:3 3:3 4:3 | 03:24' Tomáš Brunec 23:42' Aleš Staněk 24:37' Aleš Holík | Rozhodčí: Michal Dědek Čároví: Jan Čížek Petr Křivohlavý |  |
| 14 min                                                                                   | 14 min                                                                                   | Tresty                      | 10 min                                                   | Rozhodčí: Michal Dědek Čároví: Jan Čížek Petr Křivohlavý |  |
| 40                                                                                       | 40                                                                                       | Střely                      | 35                                                       | Rozhodčí: Michal Dědek Čároví: Jan Čížek Petr Křivohlavý |  |

| 17. února 2016 18.00                                        | HC Zubr Přerov                                              | 3 : 4 (0:2, 1:1, 2:1)       | HC Slavia Praha                                                                         | Meo Aréna Návštěvnost: 2825                                  |  |
| Lukáš Klimeš                                                | Lukáš Klimeš                                                | Brankáři                    | Dominik Frodl                                                                           | Rozhodčí: René Trombík Čároví: Lukáš Barteček Rudolf Vengřín |  |
| Jiří Goiš 22:01' Matěj Blinka 53:38' Milan Procházka 55:17' | Jiří Goiš 22:01' Matěj Blinka 53:38' Milan Procházka 55:17' | 0:1 0:2 1:2 1:3 1:4 2:4 3:4 | 11:51' Jaroslav Markovič 16:52' Tomáš Jiránek 22:50' Peter Hraško 50:30' Henri Tuominen | Rozhodčí: René Trombík Čároví: Lukáš Barteček Rudolf Vengřín |  |
| 10 min                                                      | 10 min                                                      | Tresty                      | 10 min                                                                                  | Rozhodčí: René Trombík Čároví: Lukáš Barteček Rudolf Vengřín |  |
| 41                                                          | 41                                                          | Střely                      | 29                                                                                      | Rozhodčí: René Trombík Čároví: Lukáš Barteček Rudolf Vengřín |  |

### Play-off

#### Čtvrtfinále
| 29. února 2016 18.00                                                                                              | HC Slavia Praha                                                                                                   | 5 : 2 (3:0, 0:1, 2:1)       | LHK Jestřábi Prostějov                     | Zimní stadion Eden Návštěvnost: 2473                                        |  |
| Alexandr Hylák | Alexandr Hylák | Brankáři                    | Luboš Horčička                             | Rozhodčí: Tomáš Zubzanda Daniel Pražák Čároví: Martin Kreuzer Radek Špringl |  |
| Pavel Kašpařík 05:00' Milan Mikulík 08:02' Jaroslav Markovič 09:38' Tomáš Jiránek 53:29' Jaroslav Markovič 53:55' | Pavel Kašpařík 05:00' Milan Mikulík 08:02' Jaroslav Markovič 09:38' Tomáš Jiránek 53:29' Jaroslav Markovič 53:55' | 1:0 2:0 3:0 3:1 3:2 4:2 5:2 | 20:36' Marek Drtina 48:34' Matouš Venkrbec | Rozhodčí: Tomáš Zubzanda Daniel Pražák Čároví: Martin Kreuzer Radek Špringl |  |
| 30 min | 30 min | Tresty                      | 26 min                                     | Rozhodčí: Tomáš Zubzanda Daniel Pražák Čároví: Martin Kreuzer Radek Špringl |  |
| 41 | 41 | Střely                      | 21                                         | Rozhodčí: Tomáš Zubzanda Daniel Pražák Čároví: Martin Kreuzer Radek Špringl |  |

| 1. března 2016 18.00                                                                                   | HC Slavia Praha                                                                                        | 5 : 1 (2:1, 1:0, 2:0)   | LHK Jestřábi Prostějov | Zimní stadion Eden Návštěvnost: 2262                                |  |
| Alexandr Hylák                                                                                         | Alexandr Hylák                                                                                         | Brankáři                | Luboš Horčička         | Rozhodčí: Lukáš Krob Tomáš Zubzanda Čároví: Tomáš Gerát Ondřej Malý |  |
| Milan Mikulík 06:35' David Šafránek 12:07' Peter Hraško 21:39' János Vas 51:16' Zdeněk Bahenský 57:32' | Milan Mikulík 06:35' David Šafránek 12:07' Peter Hraško 21:39' János Vas 51:16' Zdeněk Bahenský 57:32' | 0:1 1:1 2:1 3:1 4:1 5:1 | 01:35' Marek Drtina    | Rozhodčí: Lukáš Krob Tomáš Zubzanda Čároví: Tomáš Gerát Ondřej Malý |  |
| 8 min                                                                                                  | 8 min                                                                                                  | Tresty                  | 6 min                  | Rozhodčí: Lukáš Krob Tomáš Zubzanda Čároví: Tomáš Gerát Ondřej Malý |  |
| 35 | 35 | Střely                  | 32                     | Rozhodčí: Lukáš Krob Tomáš Zubzanda Čároví: Tomáš Gerát Ondřej Malý |  |

| 4. března 2016 18.00                      | LHK Jestřábi Prostějov                    | 2 : 6 (0:1, 0:2, 2:3)           | HC Slavia Praha | Zimní stadion Prostějov Návštěvnost: 4755                               |  |
| Luboš Horčička od 44:17 Jakub Neužil      | Luboš Horčička od 44:17 Jakub Neužil      | Brankáři                        | Alexandr Hylák | Rozhodčí: Zbyněk Kubičík Pavel Mikula Čároví: Michal Jílek Martin Šperl |  |
| Lukáš Luňák 45:20' Matouš Venkrbec 47:59' | Lukáš Luňák 45:20' Matouš Venkrbec 47:59' | 0:1 0:2 0:3 0:4 0:5 1:5 2:5 2:6 | 18:17' David Šafránek 28:47' David Hruška 31:44' David Hruška 43:26' Milan Mikulík 44:16' Peter Hraško 55:57' Henri Tuominen | Rozhodčí: Zbyněk Kubičík Pavel Mikula Čároví: Michal Jílek Martin Šperl |  |
| 12 min                                    | 12 min                                    | Tresty                          | 10 min | Rozhodčí: Zbyněk Kubičík Pavel Mikula Čároví: Michal Jílek Martin Šperl |  |
| 42                                        | 42                                        | Střely                          | 50 | Rozhodčí: Zbyněk Kubičík Pavel Mikula Čároví: Michal Jílek Martin Šperl |  |

| 5. března 2016 17.00 | LHK Jestřábi Prostějov | 0 : 1 SN (0:0, 0:0, 0:0 – 0:0 – 0:1) | HC Slavia Praha | Zimní stadion Prostějov Návštěvnost: 4016                                 |  |
| Jakub Neužil         | Jakub Neužil           | Brankáři                             | Alexandr Hylák  | Rozhodčí: Miroslav Petružálek Lukáš Krob Čároví: Milan Štofa Václav Beneš |  |
|                      |                        | SN                                   | Miloslav Čermák | Rozhodčí: Miroslav Petružálek Lukáš Krob Čároví: Milan Štofa Václav Beneš |  |
| 8 min                | 8 min                  | Tresty                               | 6 min           | Rozhodčí: Miroslav Petružálek Lukáš Krob Čároví: Milan Štofa Václav Beneš |  |
| 37                   | 37                     | Střely                               | 53              | Rozhodčí: Miroslav Petružálek Lukáš Krob Čároví: Milan Štofa Václav Beneš |  |

#### Semifinále
| 14. března 2016 17.30 | ČEZ Motor České Budějovice | 1 : 3 (0:1, 1:1, 0:1) | HC Slavia Praha                                              | Budvar aréna Návštěvnost: 6421                                      |  |
| Ondřej Bláha          | Ondřej Bláha               | Brankáři              | Alexandr Hylák                                               | Rozhodčí: Lukáš Krob Štěpán Souček Čároví: Václav Beneš Milan Štofa |  |
| Rok Pajič 34:32'      | Rok Pajič 34:32'           | 0:1 0:2 1:2 1:3       | 09:38' Pavel Kašpařík 31:29' János Vas 45:00' David Šafránek | Rozhodčí: Lukáš Krob Štěpán Souček Čároví: Václav Beneš Milan Štofa |  |
| 20 min                | 20 min                     | Tresty                | 47 min                                                       | Rozhodčí: Lukáš Krob Štěpán Souček Čároví: Václav Beneš Milan Štofa |  |
| 25                    | 25                         | Střely                | 33                                                           | Rozhodčí: Lukáš Krob Štěpán Souček Čároví: Václav Beneš Milan Štofa |  |

| 15. března 2016 17.30 | ČEZ Motor České Budějovice | 1 : 5 (0:1, 0:2, 1:2)   | HC Slavia Praha                                                                                            | Budvar aréna Návštěvnost: 6402                                         |  |
| Ondřej Bláha          | Ondřej Bláha               | Brankáři                | Alexandr Hylák                                                                                             | Rozhodčí: Roman Svoboda Tomáš Zubzanda Čároví: Tomáš Gerát Ondřej Malý |  |
| Petr Panáček 53:28'   | Petr Panáček 53:28'        | 0:1 0:2 0:3 0:4 0:5 1:5 | 06:00' Tomáš Jiránek 24:03' Peter Hraško 29:06' Nathan Robinson 50:23' Miloslav Čermák 50:44' David Hruška | Rozhodčí: Roman Svoboda Tomáš Zubzanda Čároví: Tomáš Gerát Ondřej Malý |  |
| 8 min                 | 8 min                      | Tresty                  | 31 min | Rozhodčí: Roman Svoboda Tomáš Zubzanda Čároví: Tomáš Gerát Ondřej Malý |  |
| 36                    | 36                         | Střely                  | 28 | Rozhodčí: Roman Svoboda Tomáš Zubzanda Čároví: Tomáš Gerát Ondřej Malý |  |

| 18. března 2016 18.00                                      | HC Slavia Praha                                            | 3 : 1 (0:0, 3:0, 0:1) | ČEZ Motor České Budějovice | Zimní stadion Eden Návštěvnost: 3865                                     |  |
| Alexandr Hylák                                             | Alexandr Hylák                                             | Brankáři              | Ondřej Bláha               | Rozhodčí: Petr Přikryl Zbyněk Kubičík Čároví: Radim Adamec Marián Poruba |  |
| David Šafránek 23:16' David Hruška 24:47' János Vas 36:54' | David Šafránek 23:16' David Hruška 24:47' János Vas 36:54' | 1:0 2:0 3:0 3:1       | 47:42' Tomáš Nouza         | Rozhodčí: Petr Přikryl Zbyněk Kubičík Čároví: Radim Adamec Marián Poruba |  |
| 8 min                                                      | 8 min                                                      | Tresty                | 10 min                     | Rozhodčí: Petr Přikryl Zbyněk Kubičík Čároví: Radim Adamec Marián Poruba |  |
| 32                                                         | 32                                                         | Střely                | 34                         | Rozhodčí: Petr Přikryl Zbyněk Kubičík Čároví: Radim Adamec Marián Poruba |  |

| 19. března 2016 17.30                   | HC Slavia Praha                         | 2 : 0 (1:0, 1:0, 0:0) | ČEZ Motor České Budějovice | Zimní stadion Eden Návštěvnost: 4000                                        |  |
| Alexandr Hylák                          | Alexandr Hylák                          | Brankáři              | Ondřej Bláha               | Rozhodčí: Miroslav Petružálek Jan Schmejkal Čároví: Petr Kotlík Roman Zídek |  |
| Tomáš Jiránek 16:55' Ronald Knot 38:49' | Tomáš Jiránek 16:55' Ronald Knot 38:49' | 1:0 2:0               |                            | Rozhodčí: Miroslav Petružálek Jan Schmejkal Čároví: Petr Kotlík Roman Zídek |  |
| 37 min                                  | 37 min                                  | Tresty                | 22 min                     | Rozhodčí: Miroslav Petružálek Jan Schmejkal Čároví: Petr Kotlík Roman Zídek |  |
| 31                                      | 31                                      | Střely                | 28                         | Rozhodčí: Miroslav Petružálek Jan Schmejkal Čároví: Petr Kotlík Roman Zídek |  |

## Baráž
| 29. března 2016 17.30                                                         | HC Verva Litvínov                                                             | 4 : 2 (0:0, 2:1, 2:1)   | HC Slavia Praha                                 | Zimní stadion Ivana Hlinky Návštěvnost: 5065                      |  |
| Michael Petrásek                                                              | Michael Petrásek                                                              | Brankáři                | Alexandr Hylák                                  | Rozhodčí: Jan Hribik Petr Úlehla Čároví: Jakub Frodl Kamil Zavřel |  |
| Kamil Piroš 20:38' Ondřej Havlíček 36:32' Radek Duda 40:19' Radek Duda 59:08' | Kamil Piroš 20:38' Ondřej Havlíček 36:32' Radek Duda 40:19' Radek Duda 59:08' | 1:0 2:0 2:1 3:1 3:2 4:2 | 37:14' Žiga Pavlin 52:02' (t. s.) Milan Mikulík | Rozhodčí: Jan Hribik Petr Úlehla Čároví: Jakub Frodl Kamil Zavřel |  |
| 10 min                                                                        | 10 min                                                                        | Tresty                  | 8 min                                           | Rozhodčí: Jan Hribik Petr Úlehla Čároví: Jakub Frodl Kamil Zavřel |  |
| 34                                                                            | 34                                                                            | Střely                  | 18                                              | Rozhodčí: Jan Hribik Petr Úlehla Čároví: Jakub Frodl Kamil Zavřel |  |

| 1. dubna 2016 18.00                                                               | HC Slavia Praha                                                                   | 4 : 2 (1:1, 1:0, 2:1)   | HC Energie Karlovy Vary                   | Zimní stadion Eden Návštěvnost: 3483                                    |  |
| Alexander Salák                                                                   | Alexander Salák                                                                   | Brankáři                | Tomáš Závorka                             | Rozhodčí: Robin Šír Tomáš Horák Čároví: Marek Hlavatý Rudolf Tošenovjan |  |
| Henri Tuominen 03:04' David Šafránek 28:13' Ronald Knot 51:27' Žiga Pavlin 59:39' | Henri Tuominen 03:04' David Šafránek 28:13' Ronald Knot 51:27' Žiga Pavlin 59:39' | 1:0 1:1 2:1 3:1 3:2 4:2 | 17:03' Marcel Haščák 53:16' Marcel Haščák | Rozhodčí: Robin Šír Tomáš Horák Čároví: Marek Hlavatý Rudolf Tošenovjan |  |
| 10 min                                                                            | 10 min                                                                            | Tresty                  | 12 min                                    | Rozhodčí: Robin Šír Tomáš Horák Čároví: Marek Hlavatý Rudolf Tošenovjan |  |
| 33                                                                                | 33                                                                                | Střely                  | 22                                        | Rozhodčí: Robin Šír Tomáš Horák Čároví: Marek Hlavatý Rudolf Tošenovjan |  |

| 3. dubna 2016 18.00                                                                                         | HC Slavia Praha                                                                                             | 5 : 0 (1:0, 2:0, 2:0) | HC Dukla Jihlava | Zimní stadion Eden Návštěvnost: 3546                               |  |
| Alexandr Hylák                                                                                              | Alexandr Hylák                                                                                              | Brankáři              | Jakub Škarek     | Rozhodčí: René Hradil Roman Polák Čároví: Jiří Gebauer Vít Lederer |  |
| Milan Mikulík 13:21' Peter Hraško 21:52' Tomáš Jiránek 30:32' Zdeněk Bahenský 43:26' Nathan Robinson 54:10' | Milan Mikulík 13:21' Peter Hraško 21:52' Tomáš Jiránek 30:32' Zdeněk Bahenský 43:26' Nathan Robinson 54:10' | 1:0 2:0 3:0 4:0 5:0   |                  | Rozhodčí: René Hradil Roman Polák Čároví: Jiří Gebauer Vít Lederer |  |
| 10 min | 10 min | Tresty                | 22 min           | Rozhodčí: René Hradil Roman Polák Čároví: Jiří Gebauer Vít Lederer |  |
| 27 | 27 | Střely                | 25               | Rozhodčí: René Hradil Roman Polák Čároví: Jiří Gebauer Vít Lederer |  |

| 5. dubna 2016 17.30                                                                 | HC Dukla Jihlava                                                                    | 4 : 5 SN (1:1, 2:2, 1:1 – 0:0 – 0:1) | HC Slavia Praha                                                                                        | Horácký zimní stadion Jihlava Návštěvnost: 2493                         |  |
| Jakub Škarek                                                                        | Jakub Škarek                                                                        | Brankáři                             | Alexandr Hylák                                                                                         | Rozhodčí: Michal Hrubý Vladimír Pešina Čároví: Tomáš Pešek Kamil Zavřel |  |
| Josef Skořepa 05:01' Jan Kolář 25:37' Alexander Grebenyuk 28:20' Filip Seman 54:54' | Josef Skořepa 05:01' Jan Kolář 25:37' Alexander Grebenyuk 28:20' Filip Seman 54:54' | 1:0 1:1 2:1 2:2 3:2 3:3 4:3 4:4 SN   | 13:20' Nathan Robinson 26:50' Karel Drahorád 39:45' Milan Mikulík 59:10' Henri Tuominen David Šafránek | Rozhodčí: Michal Hrubý Vladimír Pešina Čároví: Tomáš Pešek Kamil Zavřel |  |
| 37 min                                                                              | 37 min                                                                              | Tresty                               | 26 min                                                                                                 | Rozhodčí: Michal Hrubý Vladimír Pešina Čároví: Tomáš Pešek Kamil Zavřel |  |
| 35                                                                                  | 35                                                                                  | Střely                               | 29 | Rozhodčí: Michal Hrubý Vladimír Pešina Čároví: Tomáš Pešek Kamil Zavřel |  |

| 8. dubna 2016 18.00                                             | HC Slavia Praha                                                 | 3 : 4 PP (0:0, 3:0, 0:3 – 0:1) | HC Verva Litvínov                                                              | Zimní stadion Eden Návštěvnost: 4000                                |  |
| Alexandr Hylák                                                  | Alexandr Hylák                                                  | Brankáři                       | Jaroslav Janus                                                                 | Rozhodčí: Petr Lacina Roman Mrkva Čároví: David Jelínek Tomáš Pešek |  |
| Nathan Robinson 21:56' Tomáš Jiránek 25:28' David Hruška 34:48' | Nathan Robinson 21:56' Tomáš Jiránek 25:28' David Hruška 34:48' | 1:0 2:0 3:0 3:1 3:2 3:3 3:4    | 40:42' Karel Kubát 44:21' Roman Pšurný 49:40' Jiří Gula 60:14' František Lukeš | Rozhodčí: Petr Lacina Roman Mrkva Čároví: David Jelínek Tomáš Pešek |  |
| 31 min                                                          | 31 min                                                          | Tresty                         | 10 min                                                                         | Rozhodčí: Petr Lacina Roman Mrkva Čároví: David Jelínek Tomáš Pešek |  |
| 18                                                              | 18                                                              | Střely                         | 45                                                                             | Rozhodčí: Petr Lacina Roman Mrkva Čároví: David Jelínek Tomáš Pešek |  |

| 10. dubna 2016 15.30                    | HC Energie Karlovy Vary                 | 2 : 1 SN (0:1, 1:0, 0:0 – 0:0 – 1:0) | HC Slavia Praha      | Zimní stadion Karlovy Vary Návštěvnost: 3579                           |  |
| Tomáš Závorka                           | Tomáš Závorka                           | Brankáři                             | Alexandr Hylák       | Rozhodčí: Jan Hribik Michal Hrubý Čároví: Stanislav Barvíř Petr Blümel |  |
| Michal Vachovec 24:13' Rostislav Marosz | Michal Vachovec 24:13' Rostislav Marosz | 0:1 1:1 SN                           | 14:53' Milan Mikulík | Rozhodčí: Jan Hribik Michal Hrubý Čároví: Stanislav Barvíř Petr Blümel |  |
| 8 min                                   | 8 min                                   | Tresty                               | 20 min               | Rozhodčí: Jan Hribik Michal Hrubý Čároví: Stanislav Barvíř Petr Blümel |  |
| 44                                      | 44                                      | Střely                               | 22                   | Rozhodčí: Jan Hribik Michal Hrubý Čároví: Stanislav Barvíř Petr Blümel |  |

| 12. dubna 2016 17.30                                                                                            | HC Verva Litvínov                                                                                               | 5 : 1 (4:1, 1:0, 0:0)   | HC Slavia Praha                                      | Zimní stadion Ivana Hlinky Návštěvnost: 4867                          |  |
| Jaroslav Janus                                                                                                  | Jaroslav Janus                                                                                                  | Brankáři                | Alexandr Hylák (0:00–07:43) Tomáš Král (07:43–60:00) | Rozhodčí: Robin Šír René Hradil Čároví: Vít Lederer Rudolf Tošenovjan |  |
| Rostislav Martynek 01:06' Filip Pavlík 03:12' Robin Hanzl 07:43' František Gerhát 11:16' František Lukeš 36:23' | Rostislav Martynek 01:06' Filip Pavlík 03:12' Robin Hanzl 07:43' František Gerhát 11:16' František Lukeš 36:23' | 1:0 2:0 3:0 4:0 4:1 5:1 | 14:29' Tomáš Jiránek                                 | Rozhodčí: Robin Šír René Hradil Čároví: Vít Lederer Rudolf Tošenovjan |  |
| 4 min | 4 min | Tresty                  | 8 min                                                | Rozhodčí: Robin Šír René Hradil Čároví: Vít Lederer Rudolf Tošenovjan |  |
| 32 | 32 | Střely                  | 24                                                   | Rozhodčí: Robin Šír René Hradil Čároví: Vít Lederer Rudolf Tošenovjan |  |

| 15. dubna 2016 18.00     | HC Slavia Praha          | 1 : 3 (1:0, 0:0, 0:3) | HC Energie Karlovy Vary                                           | Zimní stadion Eden Návštěvnost: 3548                                       |  |
| Alexandr Hylák           | Alexandr Hylák           | Brankáři              | Tomáš Závorka                                                     | Rozhodčí: Vladimír Pešina Roman Polák Čároví: Stanislav Barvíř Petr Blümel |  |
| Jaroslav Markovič 15:05' | Jaroslav Markovič 15:05' | 1:0 1:1 1:2 1:3       | 43:43' Rostislav Marosz 44:31' Jaroslav Kůs 59:47' Tomáš Rachůnek | Rozhodčí: Vladimír Pešina Roman Polák Čároví: Stanislav Barvíř Petr Blümel |  |
| 10 min                   | 10 min                   | Tresty                | 22 min                                                            | Rozhodčí: Vladimír Pešina Roman Polák Čároví: Stanislav Barvíř Petr Blümel |  |
| 29                       | 29                       | Střely                | 39                                                                | Rozhodčí: Vladimír Pešina Roman Polák Čároví: Stanislav Barvíř Petr Blümel |  |

| 17. dubna 2016 18.00                                     | HC Slavia Praha                                          | 3 : 2 SN (1:0, 1:0, 0:2 – 0:0 – 1:0) | HC Dukla Jihlava                     | Zimní stadion Eden Návštěvnost: 2478                                      |  |
| Alexandr Hylák                                           | Alexandr Hylák                                           | Brankáři                             | Jakub Škarek                         | Rozhodčí: Robert Čech Petr Lacina Čároví: Marek Hlavatý Rudolf Tošenovjan |  |
| Tomáš Jiránek 10:51' Pavel Kolařík 37:07' Henri Tuominen | Tomáš Jiránek 10:51' Pavel Kolařík 37:07' Henri Tuominen | 1:0 2:0 2:1 2:2 SN                   | 43:22' Filip Seman 53:47' Aleš Jergl | Rozhodčí: Robert Čech Petr Lacina Čároví: Marek Hlavatý Rudolf Tošenovjan |  |
| 14 min                                                   | 14 min                                                   | Tresty                               | 14 min                               | Rozhodčí: Robert Čech Petr Lacina Čároví: Marek Hlavatý Rudolf Tošenovjan |  |
| 40                                                       | 40                                                       | Střely                               | 28                                   | Rozhodčí: Robert Čech Petr Lacina Čároví: Marek Hlavatý Rudolf Tošenovjan |  |

| 19. dubna 2016 17.30                                                                     | HC Dukla Jihlava                                                                         | 4 : 1 (2:0, 0:1, 2:0) | HC Slavia Praha      | Horácký zimní stadion Jihlava Návštěvnost: 1746                        |  |
| Lukáš Sáblík                                                                             | Lukáš Sáblík                                                                             | Brankáři              | Alexandr Hylák       | Rozhodčí: Martin Fraňo Petr Lacina Čároví: Tomáš Brejcha David Jelínek |  |
| Marek Melenovský 06:11' Marek Prokš 12:30' Alexander Grebenyuk 44:14' Filip Seman 46:23' | Marek Melenovský 06:11' Marek Prokš 12:30' Alexander Grebenyuk 44:14' Filip Seman 46:23' | 1:0 2:0 2:1 3:1 4:1   | 26:12' Milan Mikulík | Rozhodčí: Martin Fraňo Petr Lacina Čároví: Tomáš Brejcha David Jelínek |  |
| 14 min                                                                                   | 14 min                                                                                   | Tresty                | 16 min               | Rozhodčí: Martin Fraňo Petr Lacina Čároví: Tomáš Brejcha David Jelínek |  |
| 22                                                                                       | 22                                                                                       | Střely                | 27                   | Rozhodčí: Martin Fraňo Petr Lacina Čároví: Tomáš Brejcha David Jelínek |  |

| 22. dubna 2016 18.00                 | HC Slavia Praha                      | 2 : 1 PP (1:0, 0:1, 0:0 – 1:0) | HC Verva Litvínov  | Zimní stadion Eden Návštěvnost: 2530                                    |  |
| Alexandr Hylák                       | Alexandr Hylák                       | Brankáři                       | Jaroslav Janus     | Rozhodčí: Oldřich Hejduk Michal Hrubý Čároví: Vít Komárek Jiří Ondráček |  |
| János Vas 10:41' David Hruška 60:30' | János Vas 10:41' David Hruška 60:30' | 1:0 1:1 2:1                    | 36:49' Lukáš Válek | Rozhodčí: Oldřich Hejduk Michal Hrubý Čároví: Vít Komárek Jiří Ondráček |  |
| 4 min                                | 4 min                                | Tresty                         | 10 min             | Rozhodčí: Oldřich Hejduk Michal Hrubý Čároví: Vít Komárek Jiří Ondráček |  |
| 36                                   | 36                                   | Střely                         | 22                 | Rozhodčí: Oldřich Hejduk Michal Hrubý Čároví: Vít Komárek Jiří Ondráček |  |

| 24. dubna 2016 15.30                                                                                    | HC Energie Karlovy Vary                                                                                 | 5 : 6 (4:0, 1:4, 0:2)                       | HC Slavia Praha | Zimní stadion Karlovy Vary Návštěvnost: 3437                         |  |
| Tomáš Závorka                                                                                           | Tomáš Závorka                                                                                           | Brankáři                                    | Tomáš Král (0:00–20:00) Dominik Frodl (20:01–60:00)                                                                                     | Rozhodčí: Vladimír Pešina Petr Lacina Čároví: Josef Špůr Vít Komárek |  |
| Tomáš Rohan 02:09' Martin Rohan 04:32' Tomáš Rachůnek 16:50' Jēkabs Rēdlihs 18:38' Marcel Haščák 39:04' | Tomáš Rohan 02:09' Martin Rohan 04:32' Tomáš Rachůnek 16:50' Jēkabs Rēdlihs 18:38' Marcel Haščák 39:04' | 1:0 2:0 3:0 4:0 4:1 4:2 4:3 4:4 5:4 5:5 5:6 | 22:10' Henri Tuominen 28:10' Jaroslav Markovič 33:41' Jaroslav Markovič 34:04' Tomáš Jiránek 51:48' David Hruška 59:46' Zdeněk Bahenský | Rozhodčí: Vladimír Pešina Petr Lacina Čároví: Josef Špůr Vít Komárek |  |
| 4 min                                                                                                   | 4 min                                                                                                   | Tresty                                      | 8 min | Rozhodčí: Vladimír Pešina Petr Lacina Čároví: Josef Špůr Vít Komárek |  |
| 31 | 31 | Střely                                      | 27 | Rozhodčí: Vladimír Pešina Petr Lacina Čároví: Josef Špůr Vít Komárek |  |